# Сухопутна військова техніка України
У статті наведено перелік сухопутної військової техніки України.

## Статистика
|                    | Танки                  | БМП                             | БТР                              | Розвідувальні ББМ      | Бронеавтомобілі та MRAP | САУ                      | Гармати і гаубиці | РСЗВ                                 | Міномети | Тактичні ракетні комплекси | Комплекси ППО       |
|                    | Main battle tank (MBT) | Infantry fighting vehicle (IFV) | Armoured personnel carrier (APC) | Reconnaissance vehicle | Armored car and MRAP    | Self-propelled artillery | Towed howitzer    | Multiple launch rocket system (MLRS) | Mortar   |                            | Air defence systems |
| ------------------ | ---------------------- | ------------------------------- | -------------------------------- | ---------------------- | ----------------------- | ------------------------ | ----------------- | ------------------------------------ | -------- | -------------------------- | ------------------- |
| Всього             | 953                    | 770                             | 1159                             | 200                    |                         | 512                      | 493               | 231                                  | 300      |                            | 85+                 |
| Сухопутні війська  |                        |                                 |                                  |                        |                         |                          |                   |                                      |          |                            |                     |
| Повітряні сили     |                        |                                 |                                  |                        |                         |                          |                   |                                      |          |                            |                     |
| ВМС                |                        |                                 |                                  |                        |                         |                          |                   |                                      |          |                            |                     |
| Морська піхота     |                        |                                 |                                  |                        |                         |                          |                   |                                      |          |                            |                     |
| Десантні війська   |                        |                                 |                                  |                        |                         |                          |                   |                                      |          |                            |                     |
| ССО                |                        |                                 |                                  |                        |                         |                          |                   |                                      |          |                            |                     |
| НГУ                |                        |                                 |                                  |                        |                         |                          |                   |                                      |          |                            |                     |
| Прикордонна служба |                        |                                 |                                  |                        |                         |                          |                   |                                      |          |                            |                     |

## Бойова броньована техніка

### Танки
| На озброєнні | На озброєнні | На озброєнні    | На озброєнні          | На озброєнні                                                              | На озброєнні                                                                             | На озброєнні |
| Модель       | Зображення   | Походження      | Тип                   | Модифікації                                                               | Кількість і оператори                                                                    | Зауваження |
| ------------ | ------------ | --------------- | --------------------- | ------------------------------------------------------------------------- | ---------------------------------------------------------------------------------------- | --- |
| Leopard 2    |              | Німеччина       | основний бойовий танк | Leopard 2A6 Strv 122 Leopard 2A4NO Leopard 2A4CA Leopard 2A4              | Сухопутні війська — 52                                                                   | Військова допомога 104 од. в 2023-2024 роках. Безповоротні бойові втрати: - 17 од. Leopard 2A4 - 9 од. Leopard 2A6 - 5 од. Strv 122                                             |
| M1 Abrams    |              | США             | основний бойовий танк | M1A1 Abrams SA-UKR M1A1 AIM-SA                                            | Сухопутні війська — 69                                                                   | Військова допомога: - 31 од. M1 Abrams від США. - 49 танків M1A1 AIM-SA від Австралії Безповоротні бойові втрати становлять 11 од.                                              |
| Challenger 2 |              | Велика Британія | основний бойовий танк |                                                                           | Десантні війська — 12                                                                    | Станом на березень 2024 року у боєздатному стані знаходиться 7 з 14 одиниць |
| PT-91 Twardy |              | Польща          | основний бойовий танк |                                                                           | Сухопутні війська — 18                                                                   | Військова допомога: - 60 од. на 2023 Бойові втрати: - 6 од. PT-91 Twardy. |
| T-90         |              | Росія           | основний бойовий танк | Т-90А Т-90АК Т-90М Т-90С                                                  | Всього — ? Сухопутні війська — ? НГУ — ?                                                 | Трофеї: - Т-90А — 10 од. в 2023 році - Т-90АК — 1 од. в 2023 році - Т-90М — 3 од. в 2023 році - Т-90С — 1 од. в 2024 році                                                       |
| М-84         |              | Хорватія        | основний бойовий танк | M-84A4 Sniper                                                             |                                                                                          | Запланована передача Хорватією 30 одиниць M-84A4 Sniper в 2025 році |
| Т-84         |              | Україна         | основний бойовий танк |                                                                           | Сухопутні війська — 5                                                                    | |
| Т-80         |              | СРСР            | основний бойовий танк | Т-80БВ Т-80БВМ                                                            | Всього — 100+ Сухопутні війська — 100 Десантні війська — ? Морська піхота — ?            | Трофейні (165 од. на 29.09.2023): - Т-80БВ(К) — 84 од. - Т-80БВМ — 33 од. - Т-80УК — 1 од. - Т-80У — 46 од. - Т-80УЕ-1 — 4 од. Втрати (49 од. на 29.09.2023): - Т-80БВ — 49 од. |
| Т-72         |              | СРСР            | основний бойовий танк | Т-72АМТ Т-72АВ зр. 2021 Т-72АВ/Б1 Т-72М1/M1R Т-72А                        | Всього — 550+ Сухопутні війська — 550 НГУ — ?                                            | |
| Т-64         |              | СРСР            | основний бойовий танк | Т-64БМ Булат Т-64БМ2 Булат Т-64БВ Т-64БВ зр. 2017 Т-64БВ зр. 2022 Т-64Б1М | Всього — 250+ Сухопутні війська — 250+ Морська піхота — ? НГУ — ? Національна поліція —? | |
| T-62         |              | СРСР            | основний бойовий танк | Т-62М Т-62МВ                                                              | Всього — 52+ Сухопутні війська — 52 Територіальна оборона — ? НГУ — ?                    | Трофеї: - Т-62 зр. 1967р. — 1 - Т-62М — 34 - Т-62МВ — 10 |
| M-55S        |              | Словенія        | основний бойовий танк | M-55S                                                                     | Сухопутні війська — 26                                                                   | Військова допомога: - 28 од. M-55S у 2023 році. Безповоротні Бойові Втрати: - 2 од.                                                                                             |
| Leopard 1    |              | Німеччина       | основний бойовий танк | Leopard 1A5 Leopard 1A5DK                                                 | Сухопутні війська — 85                                                                   | 103 танки допомога від Німеччини у 2023-2024 роках (спільно з Данією та Нідерландами) Безповоротні бойові втрати становлять 8 од.                                               |

### Бойові машини піхоти
| На озброєнні         | На озброєнні | На озброєнні                               | На озброєнні         | На озброєнні                                                         | На озброєнні                                                   | На озброєнні                                                                  |
| Модель               | Зображення   | Походження                                 | Тип                  | Модифікації                                                          | Кількість і оператори                                          | Зауваження                                                                    |
| -------------------- | ------------ | ------------------------------------------ | -------------------- | -------------------------------------------------------------------- | -------------------------------------------------------------- | ----------------------------------------------------------------------------- |
| CV 90                |              | Швеція                                     | бойова машина піхоти | CV9040C                                                              | Сухопутні війська — 45                                         | В травні 2024 року стало відомо, що Швеція замовила для України нові БМП CV90 |
| Bradley              |              | США                                        | бойова машина піхоти | M2A2 ODS M7 B-FiST                                                   | Сухопутні війська — 220                                        |                                                                               |
| Marder               |              | Німеччина                                  | бойова машина піхоти | 1А3                                                                  | Всього — 110 Сухопутні війська — 110 Десантні війська ~ 115    | Військова допомога від Німеччини у 2022-2024 роках.                           |
| БМП-3                |              | СРСР                                       | бойова машина піхоти |                                                                      | Сухопутні війська — 60                                         |                                                                               |
| БМП-2                |              | СРСР                                       | бойова машина піхоти |                                                                      | Всього — 400 Сухопутні війська НГУ Десантні війська            |                                                                               |
| БМП-1                |              | СРСР Україна Чехія Швеція Польща Німеччина | бойова машина піхоти | БМП-1 БМП-1У «Шквал» БМП-1ТС BMP-1A1 Ost Pbv-501 BMP-1AK/BVP-1 BWP-1 | Всього — 450 Сухопутні війська Морська піхота Десантні війська |                                                                               |
| М-80                 |              | Югославія                                  | бойова машина піхоти | М-80А                                                                | Сухопутні війська — 29                                         |                                                                               |
| Перспективна техніка |              |                                            |                      |                                                                      |                                                                |                                                                               |
| KF41 Lynx            |              | Німеччина                                  | бойова машина піхоти |                                                                      | 1                                                              | На стадії випробувань.                                                        |

| Трофейна техніка | Трофейна техніка | Трофейна техніка | Трофейна техніка      | Трофейна техніка | Трофейна техніка      | Трофейна техніка                                                 |
| Модель           | Зображення       | Походження       | Тип                   | Модифікації      | Кількість і оператори | Зауваження                                                       |
| ---------------- | ---------------- | ---------------- | --------------------- | ---------------- | --------------------- | ---------------------------------------------------------------- |
| БМД-4            |                  | Росія            | бойова машина десанту | БМД-4М           | 11                    | 11 штук російських БМД-4 було захоплено під час війни в Україні. |

### Самохідні протитанкові комплекси
| На озброєнні    | На озброєнні | На озброєнні | На озброєнні                                    | На озброєнні    | На озброєнні                                          | На озброєнні                                                                                      |
| Модель          | Зображення   | Походження   | Тип                                             | Модифікації     | Кількість і оператори                                 | Зауваження                                                                                        |
| --------------- | ------------ | ------------ | ----------------------------------------------- | --------------- | ----------------------------------------------------- | ------------------------------------------------------------------------------------------------- |
| AMX-10 RC       |              | Франція      | розвідувальна машина з протитанковим озброєнням |                 | Всього — ? Сухопутні війська — 18 Морська піхота — 35 | Військова Допомога: - 40 од. AMX-10 RC від Франції у 2023 році. Бойові Втрати: - 2 од. AMX-10 RC. |
| Штурм           |              | СРСР         | самохідний протитанковий ракетний комплекс      | 9П149 «Штурм-С» | Всього — 12[джерело?] Сухопутні війська — ???         | У строю: - 9П149 «Штурм-С» Трофейні: - 9П149 «Штурм-С» — 18 од. на 29.09.2023                     |
| 9П148 «Конкурс» |              | СРСР         | самохідний протитанковий ракетний комплекс      |                 |                                                       | Трофейні: - 9П148 «Конкурс» — 1 од. на 29.09.2023                                                 |

### Розвідувальні машини
| На озброєнні   | На озброєнні | На озброєнні    | На озброєнні                                           | На озброєнні            | На озброєнні |
| Модель         | Зображення   | Походження      | Модифікації                                            | Кількість і оператори   | Зауваження |
| -------------- | ------------ | --------------- | ------------------------------------------------------ | ----------------------- | --- |
| Fennek         |              | Німеччина       |                                                        | Сухопутні війська — ?   | Передані ФРН, як частина міжнародної допомоги у 2023 році.                                                                                         |
| FV107 Scimitar |              | Велика Британія | Mk II                                                  | Сухопутні війська — 23  | Військова Допомога: - ? од. FV107 Scimitar Mk II від Великої Британії у 2022 році. - 23 од. FV107 Scimitar Mk II від Великої Британії у 2023 році. |
| БРДМ-2         |              | СРСР Україна    | БРДМ-2 БРДМ-2ЛІ БРДМ-2Т БРДМ-2ДІ «Хазар» БРМ «Мангуст» | Сухопутні війська — 120 | У строю: - БРДМ-2 — 70 од. - БРДМ-2ЛІ — 25 од. - БРДМ-2Т — 25 од.                                                                                  |
| БРМ-1К         |              | СРСР            |                                                        | Сухопутні війська — 50  | |

### Бронетранспортери
| На озброєнні     | На озброєнні | На озброєнні          | На озброєнні                              | На озброєнні                                   | На озброєнні | На озброєнні |           |
| Модель           | Зображення   | Походження            | Тип                                       | Модифікації                                    | Кількість і оператори | Зауваження |           |
| Гусеничні        | Гусеничні    | Гусеничні             | Гусеничні                                 | Гусеничні                                      | Гусеничні | Гусеничні | Гусеничні |
| ---------------- | ------------ | --------------------- | ----------------------------------------- | ---------------------------------------------- | --- | --- | --------- |
| M113             |              | США                   | гусеничний бронетранспортер               | М113А1 M113A1-B М113А2 M113A3 M113AS4 M113G4DK | Всього — 800 Сухопутні війська — 800 Національна поліція — ?                                                                             | В 2025 році Італія готує передати новий пакет військової допомоги для України, який включатиме 400 гусеничних бронетранспортерів M113. |           |
| AIFV             |              | США                   | гусеничний бронетранспортер               | YPR-765                                        | Сухопутні війська — 160 | |           |
| FV432 Bulldog    |              | Велика Британія       | гусеничний бронетранспортер               |                                                | Всього ~ 50 Територіальна оборона — ? НГУ — 15                                                                                           | Для 114-ї бригади ТРО та бригади Нацгвардії «Азов» передали британські БТР FV432 |           |
| FV103 Spartan    |              | Велика Британія       | гусеничний бронетранспортер               |                                                | Всього — 93 Сухопутні війська - 30 Територіальна оборона                                                                                 | Військова допомога: - 35 од. FV103 Spartan від Великої Британії у 2022 році. - 40 од. FV103 Spartan від фонду Сергія Притули у 2022-2023 роках. - 7 од. FV103 Spartan від Фонду Порошенка та ГО Справа Громад у 2022-2023 роках. - 12 од. FV103 Spartan, 1 од. Spartan SPA8, 1 од. Spartan SPA017 від Світового Конґресу Українців у 2023 році. Бойові атрати: - 3 одиниці FV103 Spartan. |           |
| Pbv 302          |              | Швеція                | гусеничний бронетранспортер               |                                                | Всього — 150+ Сухопутні війська — 150 Морська піхота — ?                                                                                 | |           |
| Bandvagn 206     |              | Швеція                | гусеничний бронетранспортер               | BV206. BV206S «Husky». BvS 10. BvS10 Viking.   | Всього — ? Сухопутні війська — ? | Військова допомога: - 73 од. Bandvagn 206 (BV206) від Німеччини у 2023-2024 роках. - 1 од. Bandvagn BV206S «Husky» - Переданий волонтерами у 2023 році.. - 1 од. BvS 10 - Переданий волонтерами у 2023 році.. - 28 од. BvS 10 Viking - від Нідерландів у 2023 році. - 20 од. BvS 10 Viking від Великої Британії у 2023 році.                                                              |           |
| Warthog          |              | Німеччина             | гусеничний бронетранспортер               |                                                | | Військова допомога ФРН |           |
| M548             |              | США                   | гусеничний бронетранспортер               | NM199                                          | 50 | 50 од. M548 від Норвегії у 2023 році. |           |
| МТ-ЛБ            |              | СРСР Україна          | гусеничний бронетранспортер               | МТ-ЛБ МТ-ЛБР6(7) МТ-ЛБМШ МТ-ЛБ-Т-23-2 МТ-ЛБ-АТ | Всього — 125 Сухопутні війська — 125 Морська піхота Територіальна оборона НГУ                                                            | Військові Трофеї: 110 одиниць МТ-ЛБ різних модифікацій. 4 трофейні МТ-ЛБ перероблені фондом Сергія Притули у медичні версії. Змонтоване озброєння: РХМ-С, РХМ-1К, К-611 |           |
| БТР-Д            |              | СРСР                  | авіадесантний гусеничний бронетранспортер |                                                | Десантні війська — 30 | |           |
| БТР-МД «Ракушка» |              | Росія                 | авіадесантний гусеничний бронетранспортер |                                                | Десантні війська — 1 | 8 одиниць БТР-МД «Ракушка» отримано, як трофеї в російсько-українській війні. На озброєнні ДШВ знаходиться щонайменше одна БТР-МД «Ракушка» у 2023 році. Відновлена та перероблена волонтерами під санітарну машину для 79-ї окремої десантно-штурмової бригади ЗСУ. Роботи над бронетехнікою профінансував Благодійний фонд Сергія Притули.                                              |           |
| Колісні          |              |                       |                                           |                                                | | |           |
| БТР-4            |              | Україна               | колісний бронетранспортер                 | БТР-4 БТР-4Е БТР-4МВ1                          | Всього — ? Сухопутні війська — ? Десантні війська — ? НГУ — ?                                                                            | |           |
| БТР-3            |              | Україна               | колісний бронетранспортер                 | БТР-3Е БТР-3ДА БТР-3Е1 (БТР-3Е1У) БТР-3ДА/70   | Всього — ? Сухопутні війська — ? Десантні війська — ? НГУ — ?                                                                            | |           |
| KTO Rosomak      |              | Польща                | колісний бронетранспортер                 | Rosomak-M1                                     | Всього — 200 Сухопутні війська — 94 | |           |
| Stryker          |              | США                   | колісний бронетранспортер                 |                                                | Десантні війська — 180 | Військова допомога від США у 2023 році. |           |
| ACSV             |              | Канада                | колісний бронетранспортер                 |                                                | Сухопутні війська — 43 | Передані Канадою влітку 2022 року |           |
| Sisu XA-180      |              | Фінляндія             | колісний бронетранспортер                 | Sisu XA-180 Sisu XA-185                        | Всього — 154 Сухопутні війська — 128 Морська піхота — 26                                                                                 | Помічені на озброєнні ЗСУ у 2022 році. Безповоротні бойові втрати 6 од. Sisu XA-185 |           |
| Патрія 6×6       |              | Латвія                | колісний бронетранспортер                 |                                                | 15 | Надані Латвією. Всього має надійти 42 од.. |           |
| Valuk            |              | Словенія              | колісний бронетранспортер                 |                                                | Сухопутні війська — 20 | |           |
| Puma             |              | Італія                | колісний бронетранспортер                 |                                                | Сухопутні війська — 20 | |           |
| VAB              |              | Франція               | колісний бронетранспортер                 |                                                | Всього — 390+ Сухопутні війська — 128 Десантні війська — 263+                                                                            | Військова допомога від Франції у кількості 284 од. Безповоротні Бойові Втрати: - 7 од. БТР VAB. |           |
| М1117            |              | США                   | колісний бронетранспортер                 | бронетранспортер                               | ? | Військова допомога від США 250 од. |           |
| БТР-82           |              | Росія                 | колісний бронетранспортер                 | БТР-82А                                        | Сухопутні війська — 100 | Трофейні: - БТР-82А — 117 од. на 12.12.2024 р. |           |
| БТР-80           |              | СРСР Україна          | колісний бронетранспортер                 | БТР-80 БТР-80УП БТР-80УМ                       | Всього — 100 Сухопутні війська — 100 Морська піхота — ? Десантні війська — 122 НГУ — ? Прикордонна служба — ? Служба безпеки України — ? | |           |
| БТР-70           |              | СРСР Україна          | колісний бронетранспортер                 | БТР-70 БТР-70ДІ БТР-70Т Отаман БТР-70М         | Всього — 100 Сухопутні війська — 100 Десантні війська — 2 НГУ — ? Прикордонна служба — ?                                                 | |           |
| БТР-60           |              | Болгарія Україна СРСР | колісний бронетранспортер                 | БТР-60ПБ БТР-60Д БТР-60М «Хорунжий» TAB-71M    | Всього — 100 Сухопутні війська — 100 Територіальна оборона — 1                                                                           | В 2024 році Болгарія передала Україні 100 бронетранспортерів зі складів Міністерства внутрішніх справ. |           |

| Трофейна техніка | Трофейна техніка | Трофейна техніка | Трофейна техніка      | Трофейна техніка | Трофейна техніка      | Трофейна техніка           |
| Модель           | Зображення       | Походження       | Тип                   | Модифікації      | Кількість і оператори | Зауваження                 |
| ---------------- | ---------------- | ---------------- | --------------------- | ---------------- | --------------------- | -------------------------- |
| ПТС-2            |                  | СРСР             | плаваючий транспортер |                  |                       | Трофейні 4 од. на 2024 рік |

### MRAP
| На озброєнні    | На озброєнні | На озброєнні    | На озброєнні | На озброєнні                         | На озброєнні                                            | На озброєнні |
| Модель          | Зображення   | Походження      | Тип          | Модифікації                          | Кількість і оператори                                   | Зауваження |
| --------------- | ------------ | --------------- | ------------ | ------------------------------------ | ------------------------------------------------------- | --- |
| MaxxPro         |              | США             | MRAP         |                                      | Сухопутні війська — 800                                 | |
| Cougar          |              | США             | MRAP         |                                      | Всього — 37 Десантні війська — ?                        | Отримані як допомога від США у грудні 2022 року                                                                 |
| Oshkosh M-ATV   |              | США             | MRAP         |                                      | Морська піхота —?                                       | |
| Bushmaster PMV  |              | Австралія       | MRAP         |                                      | Десантні війська — 75                                   | Почали надходити до ЗСУ з квітня 2022 як підтримка зі сторони Австралії.                                        |
| BMC Kirpi       |              | Туреччина       | MRAP         |                                      | Всього — 50+ Морська піхота — 50+                       | Надійшли в серпні 2022 року.                                                                                    |
| Cobra II        |              | Туреччина       | MRAP         |                                      | 3 од.                                                   | Помічені у травні 2023.                                                                                         |
| Dingo ATF       |              | Німеччина       | MRAP         | ATF Dingo 2                          | 42                                                      | В 2024 році Німеччина передала зі своїх складів 50 бронеавтомобілів ATF Dingo 2 Безповоротні бйові втрати 8 од. |
| Wolfhound (6x6) |              | Велика Британія | MRAP         |                                      | Всього — <80 Сухопутні війська — ? Десантні війська — ? | Отримані в межах партії із 80 машин Wolfhound, Mastiff та Husky від Великої Британії в травні 2022 року.        |
| Mastiff 3       |              | Велика Британія | MRAP         |                                      | Морська піхота — 17                                     | Отримані в межах партії із 80 машин Wolfhound, Mastif та Husky від Великої Британії в травні 2022 року.         |
| Husky TSV       |              | Велика Британія | MRAP         |                                      | Всього — <80 Десантні війська — ?                       | Отримані в межах партії із 80 машин Wolfhound, Mastif та Husky від Великої Британії в травні 2022 року.         |
| Mamba           |              | Велика Британія | MRAP         | Alvis 4                              | Всього — 7                                              | Передані Естонією у 2022 році.                                                                                  |
| KrAZ Shrek One  |              | Канада/ Україна | MRAP         | KrAZ Shrek One TC KrAZ Shrek One RCV | Всього — 6+ НГУ — 5 МВС — 1+                            | У строю: - KrAZ Shrek One TC — 5 - KrAZ Shrek One RCV — 1+ У МВС — у піротехнічних підрозділах.                 |
| KrAZ Fiona      |              | Канада/ Україна | MRAP         | KrAZ Fiona                           | Всього — ? НГУ — 1 Десантні війська — 1                 | Національна гвардія — станом на серпень 2017 р. Десантні війська — станом на березень 2022 р.                   |

| Трофейна техніка       | Трофейна техніка | Трофейна техніка | Трофейна техніка | Трофейна техніка     | Трофейна техніка      | Трофейна техніка                                       |
| Модель                 | Зображення       | Походження       | Тип              | Модифікації          | Кількість і оператори | Зауваження                                             |
| ---------------------- | ---------------- | ---------------- | ---------------- | -------------------- | --------------------- | ------------------------------------------------------ |
| Тайфун-ВДВ             |                  | Росія            | MRAP             |                      |                       |                                                        |
| КамАЗ-53949 «Тайфун-К» |                  | Росія            | MRAP             |                      | 2 од.                 | Трофеї: - КамАЗ-53949 «Тайфун-К» — 2 од. на 09.09.2022 |
| Тайфун-К               |                  | Росія            | MRAP             | КАМАЗ-63968 «Тайфун» | 4 од.                 | Трофеї: - КАМАЗ-63968 «Тайфун» — 4 од. на 09.09.2022.  |

### Бронеавтомобілі
| На озброєнні          | На озброєнні | На озброєнні    | На озброєнні    | На озброєнні                                    | На озброєнні | На озброєнні |
| Модель                | Зображення   | Походження      | Тип             | Модифікації                                     | Кількість і оператори | Зауваження |
| --------------------- | ------------ | --------------- | --------------- | ----------------------------------------------- | --- | --- |
| Roshel Senator        |              | Канада          | бронеавтомобіль | Senator APC Senator MRAP                        | Всього — 1850 Прикордонна служба Десантні війська НГУ Національна поліція                                                                          | |
| Козак-7               |              | Україна         | бронеавтомобіль |                                                 | Всього — ? Десантні війська — ? Національна поліція — 2                                                                                            | |
| Козак-5               |              | Україна         | бронеавтомобіль | Козак-5 Козак-5ПМЛ                              | Всього — 75 Сухопутні війська — 65 НГУ — 1 ДСНС — 8                                                                                                | |
| Козак-4               |              | Україна         | бронеавтомобіль | Козак-4 Козак-4 Пікап                           | Всього — 5+ НГУ — 2+ Прикордонна служба — 3+ | |
| Козак-2               |              | Україна         | бронеавтомобіль | Козак-2 Козак-2М Козак-2М1                      | Всього — 280+ Сухопутні війська — 40 НГУ — 22 Прикордонна служба — 17 Служба безпеки України — ? Десантні війська — 33 ССО — 24 Морська піхота — ? | |
| Джура                 |              | Україна         | бронеавтомобіль |                                                 | Сухопутні війська — ? | |
| Новатор-2             |              | Україна         | бронеавтомобіль |                                                 | НГУ — 100 | |
| Новатор               |              | Україна         | бронеавтомобіль |                                                 | Всього — 70+~ Сухопутні війська — 40 Десантні війська — 30~ НГУ — ? Служба безпеки України — ?                                                     | |
| Варта                 |              | Україна         | бронеавтомобіль | зр. 2015 р. зр. 2016 р.                         | Всього — 80 Сухопутні війська — 80 Морська піхота — ? ССО — ? Служба безпеки України — ? НГУ — ? Національна поліція — ?                           | У строю: - «Варта» — 200+ од. На озброєнні ССО з липня 2020 року. У Національній поліції — на озброєнні спецпідрозділу КОРД. В СБУ — на озброєнні силових підрозділів. |
| Спартан               |              | Україна         | бронеавтомобіль | Streit Spartan KrAZ Spartan                     | Всього — 25 Десантні війська — ? НГУ — 10 | |
| Тритон                |              | Україна         | бронеавтомобіль | Тритон-0103                                     | Всього — 5 Прикордонна служба — 4 Територіальна оборона — 1                                                                                        | Одну машину 12.03.2022 передано до 206-го батальйону тероборони Києва. |
| Дозор-Б               |              | Україна         | бронеавтомобіль | «Дозор-Б» Mista Oncilla                         | Всього — 100+ Десантні війська — 40+ Національна поліція — ? ГУР МО — 1(Oncilla), 2(Дозор-Б)                                                       | В 2024 році Україна отримала 100-й бронеавтомобіль Oncilla. За час війни певна кількість машин була серйозно пошкоджена або ж повністю знищенна. |
| UAT-T COBRA           |              | Україна         | бронеавтомобіль |                                                 | Всього — 1 Територіальна оборона — 1 | Передана 204-му окремому батальйону територіальної оборони благодійним фондом «Українська команда» та Володимиром Кличко у квітні 2023. |
| UAT-TISA              |              | Україна         | бронеавтомобіль |                                                 | | У травні 2025 отримано першу партію. |
| ACMAT Bastion         |              | Франція         | бронеавтомобіль |                                                 | Сухопутні війська — 11 | |
| BATT UMG              |              | США             | бронеавтомобіль |                                                 | Сухопутні війська — 139 | Придбані у 2022 році |
| Iveco LMV             |              | Італія          | бронеавтомобіль | Iveco LAV III Iveco VTLM «Lince» Iveco LMV Рись | Десантні війська — 14 | Ще 300 одиниць очікується, як військова допомога від Бельгії в 2024-2025 роках. |
| MLS Shield            |              | Італія          | бронеавтомобіль |                                                 | Десантні війська — 11 | Закуплені Фондом Порошенка та волонтерами у 2022 році. |
| Snatch Land Rover     |              | Велика Британія | бронеавтомобіль |                                                 | 44 | Закуплені волонтерами у 2022 році.. Також у 2024 році Фонд Сергія Притули відправив перші 5 з 30 переобладнаних машин у 15-й окремий гірсько-штурмовий батальйон; 25-та окрема повітрянодесантна бригада; бригада спеціального призначення «Азов»; 233 батальйон тероборони.           |
| HMMWV                 |              | США             | бронеавтомобіль | М1097А2 М1114 UAH М1116                         | | [ 121 ] [ 122 ] |
| VAMTAC                |              | Іспанія         | бронеавтомобіль |                                                 | | У 2024 році Іспанія поставила Україні бронеавтомобілі VAMTAC. Компанія UROVESA, яка виготовляє ці машини, не уточнила скільки штук і в які терміни Україна отримає додаткові VAMTAC, але відомо, що збройні сили добре знайомі з цією технікою та активно застосовують її на полі бою. |
| LC79 APC-SH Fighter 2 |              | США             | бронеавтомобіль |                                                 | Всього — 11 Морська піхота — 11 | Закуплені Фондом «Повернись живим» у 2022 році. |
| Panthera T6           |              | ОАЕ             | бронеавтомобіль |                                                 | Сухопутні війська — ? | Даними бронемашинами озброїли 47 ОМБр «Маґура» |
| Dzik                  |              | Польща          | бронеавтомобіль | Dzik-2                                          | Всього — ? НГУ — ? Національна поліція — ? | Отримані у 2022 році. |
| Тигр                  |              | Росія           | бронеавтомобіль | Tigr Tigr-M                                     | Всього — ? | Трофеї: - Тигр — 2 од. на 09.09.2022. - Тигр-М — 26 од. на 09.09.2022. |
| Pinzgauer Vector PPV  |              | Велика Британія | бронеавтомобіль |                                                 | Всього — 9 Територіальна оборона — 2 ГУР МО — 1 | В ЗСУ з червня 2022 р. |
| БПМ-97 «Вистрєл»      |              | Росія           | бронеавтомобіль |                                                 | Сухопутні війська — 1 | Три одиниці захоплені, як трофеї в збройних формувань РФ 2023 року. |

| Трофейна техніка | Трофейна техніка | Трофейна техніка | Трофейна техніка | Трофейна техніка | Трофейна техніка      | Трофейна техніка                                                                              |
| Модель           | Зображення       | Походження       | Тип              | Модифікації      | Кількість і оператори | Зауваження                                                                                    |
| ---------------- | ---------------- | ---------------- | ---------------- | ---------------- | --------------------- | --------------------------------------------------------------------------------------------- |
| Буран            |                  | Росія            | бронеавтомобіль  |                  |                       | У Курській області українським військовим вдалося захопити нову російську бронемашину «Буран» |

## Артилерія

### Самохідні артилерійські установки
| Модель                                                             | Зображення                                                         | Походження                                                         | Тип                                                                | Модифікації                                                        | Калібр                                                             | Кількість                                                             | Зауваження |
| Артилерія резерву Верховного Головнокомандування Сухопутних військ | Артилерія резерву Верховного Головнокомандування Сухопутних військ | Артилерія резерву Верховного Головнокомандування Сухопутних військ | Артилерія резерву Верховного Головнокомандування Сухопутних військ | Артилерія резерву Верховного Головнокомандування Сухопутних військ | Артилерія резерву Верховного Головнокомандування Сухопутних військ | Артилерія резерву Верховного Головнокомандування Сухопутних військ    | Артилерія резерву Верховного Головнокомандування Сухопутних військ                                                                           |
| ------------------------------------------------------------------ | ------------------------------------------------------------------ | ------------------------------------------------------------------ | ------------------------------------------------------------------ | ------------------------------------------------------------------ | ------------------------------------------------------------------ | --------------------------------------------------------------------- | --- |
| 2С7 «Піон»                                                         |                                                                    | СРСР                                                               | самохідна гармата великої потужності на гусеничному ходу           |                                                                    | 203 мм                                                             | Сухопутні війська — 20                                                | |
| Корпусна артилерія                                                 |                                                                    |                                                                    |                                                                    |                                                                    |                                                                    |                                                                       | |
| 2С22 «Богдана»                                                     |                                                                    | Україна                                                            | самохідна гаубиця на колісному ходу                                |                                                                    | 155 мм                                                             | Всього — 140 Сухопутні війська — 80                                   | |
| CAESAR                                                             |                                                                    | Франція                                                            | самохідна гаубиця на колісному ходу                                | CAESAR 6x6 CAESAR 8x8                                              | 155 мм                                                             | Всього — 67+ Сухопутні війська — 50+(6x6) Сухопутні війська — 17(8x8) | |
| DITA                                                               |                                                                    | Чехія                                                              | самохідна гаубиця на колісному ходу                                |                                                                    | 155 мм                                                             | 9                                                                     | Україна отримала 9 САУ DITA від Чехії літом 2024 року на замовлення Нідерландів. Ще 6 од. мають надійти 2025 року.                           |
| Zuzana 2                                                           |                                                                    | Словаччина                                                         | самохідна гаубиця на колісному ходу                                |                                                                    | 155 мм                                                             | Сухопутні війська — 14                                                | |
| Archer                                                             |                                                                    | Швеція                                                             | самохідна гаубиця на колісному ходу                                |                                                                    | 155 мм                                                             | Сухопутні війська — 8                                                 | 45 артилерійська бригада отримала 8 САУ Archer. В подальшому Швеція передасть Україні додаткові 18 САУ Archer і 5 контрбатарейних РЛС ARTHUR |
| RCH 155                                                            |                                                                    | Німеччина                                                          | самохідна гаубиця на колісному ходу                                |                                                                    | 155 мм                                                             | 1                                                                     | Перша гаубиця з 54 замовлених надійшла в січні 2025.                                                                                         |
| PzH 2000                                                           |                                                                    | Німеччина                                                          | самохідна гаубиця на гусеничному ходу                              |                                                                    | 155 мм                                                             | Сухопутні війська — 38                                                | Військова допомога: - 25 од. від Німеччини. - 8 од. від Нідерландів. - 6 од. від Італії.                                                     |
| AHS Krab                                                           |                                                                    | Польща                                                             | самохідна гаубиця на гусеничному ходу                              |                                                                    | 155 мм                                                             | Сухопутні війська — 40                                                | |
| 2С19 «Мста-С»                                                      |                                                                    | СРСР                                                               | самохідна гаубиця на гусеничному ходу                              |                                                                    | 152 мм                                                             | Сухопутні війська — 45                                                | Трофейні: - 2С19 «Мста-С» — 23 од. на 09.06.2022 - 2С33 «Мста-СМ2» — 3 од. на 09.06.2022                                                     |
| 2С5 «Гіацинт-С»                                                    |                                                                    | СРСР                                                               | самохідна гаубиця на гусеничному ходу                              |                                                                    | 152 мм                                                             | Сухопутні війська — ?                                                 | |
| Полкова, або бригадна артилерія                                    |                                                                    |                                                                    |                                                                    |                                                                    |                                                                    |                                                                       | |
| DANA                                                               |                                                                    | Чехословаччина Чехія                                               | самохідна гаубиця на колісному ходу                                | vz.77 «Дана» Дана M2                                               | 152 мм                                                             | Сухопутні війська — 12                                                | |
| M109                                                               |                                                                    | США                                                                | самохідна гаубиця на гусеничному ходу                              | M109A3GN M109A4BE M109L M109A5OE                                   | 155 мм                                                             | Сухопутні війська — 100                                               | |
| AS-90                                                              |                                                                    | Велика Британія                                                    | самохідна гаубиця на гусеничному ходу                              |                                                                    | 155 мм                                                             | Сухопутні війська — 50                                                | |
| 2С3 «Акація»                                                       |                                                                    | СРСР                                                               | самохідна гаубиця на гусеничному ходу                              |                                                                    | 152 мм                                                             | Сухопутні війська — 120                                               | |
| 2С1 «Гвоздика»                                                     |                                                                    | СРСР                                                               | самохідна гаубиця на гусеничному ходу                              |                                                                    | 122 мм                                                             | Сухопутні війська — 125                                               | Трофейні: - 2С1 з зенітною гарматою ЗУ-23 — 1 од. на 09.06.2022. - 2С1 «Гвоздика» — 4 од. на 09.06.2022.                                     |
| Самохідні міномети                                                 |                                                                    |                                                                    |                                                                    |                                                                    |                                                                    |                                                                       | |
| M120 Rak                                                           |                                                                    | Польща                                                             | самохідний міномет                                                 | на шасі БТР «Rosomak»                                              | 120 мм                                                             | Сухопутні війська — 22                                                | |
| 2С9 «Нона-С»                                                       |                                                                    | СРСР                                                               | авіадесантна самохідна гармата-гаубиця-міномет                     |                                                                    | 120 мм                                                             | Десантні війська — 20                                                 | |
| M1064                                                              |                                                                    | Литва                                                              | самохідний міномет                                                 | M1064A3                                                            | 120 мм                                                             | Сухопутні війська — 10                                                | Отримані від Литви у листопаді 2022. |
| Alakran                                                            |                                                                    | Іспанія                                                            | самохідний міномет                                                 |                                                                    | 120 мм                                                             |                                                                       | Скільки усього таких мобільних мінометних установок Іспанія могла передати для ЗСУ в 2024 році, в публічному доступі дані відсутні.          |
| Перспективна техніка                                               |                                                                    |                                                                    |                                                                    |                                                                    |                                                                    |                                                                       | |
| Hawkeye MHS                                                        |                                                                    | США                                                                | самохідна гаубиця на колісному ходу                                | Humvee 2-CT                                                        | 105 мм                                                             | 1                                                                     | Американська корпорація AM General поставила до України для випробувань прототип 105-мм САУ 2-CT Hawkeye                                     |

| Трофейні     | Трофейні   | Трофейні   | Трофейні                          | Трофейні    | Трофейні | Трофейні  | Трофейні                                    |
| Модель       | Зображення | Походження | Тип                               | Модифікації | Калібр   | Кількість | Зауваження                                  |
| ------------ | ---------- | ---------- | --------------------------------- | ----------- | -------- | --------- | ------------------------------------------- |
| 2С34 «Хоста» |            | Росія      | самохідна гармата-гаубиця-міномет |             | 120 мм   | 2         | Трофеї: - 2С34 «Хоста»— 2 од. на 09.09.2022 |

### Причіпна артилерія
| Модель                          | Зображення         | Походження         | Тип                   | Модифікації             | Калібр             | Кількість і оператори                                            | Зауваження |
| Корпусна артилерія              | Корпусна артилерія | Корпусна артилерія | Корпусна артилерія    | Корпусна артилерія      | Корпусна артилерія | Корпусна артилерія                                               | Корпусна артилерія |
| ------------------------------- | ------------------ | ------------------ | --------------------- | ----------------------- | ------------------ | ---------------------------------------------------------------- | --- |
| FH70                            |                    | Італія             | саморухома гаубиця    |                         | 155 мм             | Сухопутні війська — 20                                           | Передані від Італії у травні 2022. Естонія передала 8 од. в 2022 році, і ще передасть невідому кількість у 2023 році                                                                  |
| TRF1                            |                    | Франція            | саморухома гармата    |                         | 155 мм             | Сухопутні війська — 20                                           | Передані Францією у 2022 році. |
| 2Г22 «Богдана-БГ»               |                    | Україна            | гармата               |                         | 155 мм             |                                                                  | Перша партія надійшла на озброєння 47-ї окремої артилерійської бригади в березні 2025 року.                                                                                           |
| 2А36 «Гіацинт-Б»                |                    | СРСР               | гармата               |                         | 152 мм             | Всього — 75+ Сухопутні війська — 100 Морська піхота — ?          | |
| 2А65 «Мста-Б»                   |                    | СРСР               | гаубиця               |                         | 152 мм             | Сухопутні війська — 70                                           | Трофейні: - 2А65 «Мста-Б» — 11 од. на 09.09.2022 |
| М-46                            |                    | СРСР               | гармата               |                         | 130 мм             | 15                                                               | Передані як допомога від Хорватії у серпні 2022 |
| Полкова, або бригадна артилерія |                    |                    |                       |                         |                    |                                                                  | |
| M777                            |                    | Велика Британія    | гаубиця               | М777 М777А2             | 155 мм             | Сухопутні війська — 130                                          | |
| M114                            |                    | США                | гаубиця               |                         | 155 мм             | 5                                                                | Передані Португалією у липні 2022 |
| Д-20                            |                    | СРСР               | гармата-гаубиця       |                         | 152 мм             | Всього — 60+ Сухопутні війська — 60 ВМС — ?                      | Зняті зі зберігання в 2014 році. З 2016 року доопрацьовують свій ресурс як навчальна артилерія на полігонах. У строю: - Д-20 — 130+ од.                                               |
| Д-30                            |                    | СРСР               | гаубиця               | Д-30 Д-30А              | 122 мм             | Всього — 60+ Сухопутні війська — 60 Десантні війська — ? НГУ — ? | Трофейні: - Д-30 — 26 од. на 09.09.2022 |
| 2Б16 «Нона-К»                   |                    | СРСР               | артилерійська система |                         | 120 мм             |                                                                  | Трофеї: - 2Б16 «Нона-К»— 5 од. на 09.09.2022 |
| L118                            |                    | Велика Британія    | гаубиця               |                         | 105 мм             | 126                                                              | Передані партнерам у 2022 році |
| M119                            | США                | M119A3             | гаубиця               | Сухопутні війська — 100 | 105 мм             | Передані США у 2022 році                                         | |
| M101                            |                    | США                | гаубиця               |                         | 105 мм             | Сухопутні війська — 3+                                           | |
| OTO Melara Mod 56               |                    | Італія             | гаубиця               |                         | 105 мм             | 6                                                                | Передані Іспанією у 2022 році |
| МТ-12 «Рапіра»                  |                    | СРСР               | гармата               |                         | 100 мм             | Сухопутні війська — 800                                          | |
| БС-3                            |                    | СРСР               | гармата               |                         | 100 мм             | Прикордонна служба — ?                                           | Помічені на озброєнні у вересні 2023. |
| Д-44                            |                    | СРСР               | гармата               |                         | 85 мм              | НГУ — ?                                                          | у 2011 році, перебували на зберіганні, у 2015 році знову почали надходити до армійських частин, застосовуються у зоні АТО на сході України підрозділами Національної гвардії України. |
| М-240                           |                    | СРСР               | міномет               |                         | 240 мм             | Сухопутні війська — 1                                            | Третя окрема штурмова бригада має на озброєнні потужний 240-мм міномет М-240 |

### Реактивні системи залпового вогню
| Модель       | Зображення | Походження           | Тип                                        | Модифікації                                                                               | Калібр | Кількість                                 | Зауваження                                      |
| ------------ | ---------- | -------------------- | ------------------------------------------ | ----------------------------------------------------------------------------------------- | ------ | ----------------------------------------- | ----------------------------------------------- |
| Вільха-М     |            | Україна              | реактивна система залпового вогню          | «Вільха» (виріб Р624)                                                                     | 300 мм | Сухопутні війська — 40                    |                                                 |
| M270 MLRS    |            | США                  | реактивна система залпового вогню          | M270B1 MARS2 LRU                                                                          | 227 мм | Сухопутні війська — 23                    | Доставлено партнерами у 2022-2024 роках.        |
| HIMARS M142  |            | США                  | реактивна система залпового вогню          |                                                                                           | 227 мм | Сухопутні війська — 38                    | Доставлено з США та партнерів у 2022 році.      |
| Буревій      |            | Україна              | реактивна система залпового вогню          |                                                                                           | 220 мм | Сухопутні війська — 40                    |                                                 |
| RM-70        |            | Чехословаччина Чехія | реактивна система залпового вогню          | RM-70 Vampire                                                                             | 122 мм | Сухопутні війська — 8                     |                                                 |
| APR-40       |            | Румунія              | реактивна система залпового вогню          |                                                                                           | 122 мм | Сухопутні війська — 4                     | Помічені у травні 2023.                         |
| БМ-21 «Град» |            | СРСР Україна         | реактивна система залпового вогню          | БМ-21 «Град» Верба BM-21MT Striga БМ-21У «Град-М» Бастіон-01 Бастіон-02 9К51М «Торнадо-Г» | 122 мм | Сухопутні війська — 100                   | Трофейні: - БМ-21 «Град» — 22 од. на 09.06.2022 |
| RAK-SA-12    |            | Хорватія             | причіпна реактивна система залпового вогню |                                                                                           | 128 мм | Всього — ? Прикордонна служба — 2 НГУ — ? | Помічені у квітні 2023 року                     |

## Тактичні ракетні комплекси
| На озброєнні | На озброєнні | На озброєнні | На озброєнні                           | На озброєнні                | На озброєнні          | На озброєнні |
| Модель       | Зображення   | Походження   | Тип                                    | Модифікація                 | Кількість             | Зауваження |
| ------------ | ------------ | ------------ | -------------------------------------- | --------------------------- | --------------------- | --- |
| Сапсан       |              | Україна      | оперативно-тактичний ракетний комплекс |                             |                       | 23 червня 2025 року Офіс Президента України офіційно заявив про запуск серійного виробництва балістичної ракети "Сапсан". |
| ATACMS       |              | США          | тактичний ракетний комплекс            | MGM-140A ATACMS Block 1     | Сухопутні війська — ? | 17 жовтня було застосовано MGM-140A ATACMS Block 1 по аеродрому в тимчасово окупованому Бердянську.                       |
| Точка        |              | СРСР         | тактичний ракетний комплекс            | 9К79 «Точка» 9К79-1 Точка-У | Сухопутні війська — ? | |

## Радіолокаційні станції
| Модель             | Зображення | Походження   | Тип                                                                                              | Модифікація                                                | Кількість | Зауваження |
| ------------------ | ---------- | ------------ | ------------------------------------------------------------------------------------------------ | ---------------------------------------------------------- | --------- | --- |
| TRML-4D            |            | Німеччина    | мобільний радар раннього попередження протиповітряної оборони                                    | TRML-4D                                                    | 16        | |
| VERA-NG            |            | Нідерланди   | мобільний радар раннього попередження протиповітряної оборони                                    |                                                            | 1         | Допомога від Нідерландів |
| AN/MPQ-64          |            | США          | трикоординатна радіолокаційна станція кругового огляду сантиметрового діапазону                  |                                                            | 4         | Передані як допомога від США у 2022 році |
| 79К6 «Пелікан»     |            | Україна      | трикоординатна радіолокаційна станція кругового огляду сантиметрового діапазону                  | 79К6 80К6 80К6КС1 «Фенікс-1»                               | 6         | На озброєнні з 2007 року. Відомо про передачу першої станції на початку 2017 року. У червні 2018 року була передана іще щонайменше одна станція. Протягом 2019 року надійшла. |
| СТ-68              |            | СРСР Україна | трикоординатна радіолокаційна станція кругового огляду сантиметрового діапазону                  | 19Ж6 35Д6 35Д6М                                            | >6        | 35Д6М була серед зразків техніки, що закуповувалась у 2017 році. До 9 липня 2018 р. протягом 2019 р. у травні 2020 р. та травні 2021 р. було модернізовано 4 радіолокаційні станції 19Ж6 до рівня 35Д6М. 1 грудня 2020 р. і 29 березня 2021 р. «Іскра» передала ЗСУ 2 нові РЛС 35Д6М.     |
| П-18 «Терек»       |            | СРСР Україна | двокоординатна радіолокаційна станція кругового огляду метрового діапазону                       | П-18МА П-18МУ П-18 «Малахіт» П-18ОУ «Оксамит»              | >52       | П-18 на озброєнні з 1971 року. Перейшли від Збройних Сил СРСР. П-18МА (на озброєнні з 2007 року), П-18МУ (станом на 2007 рік у ЗСУ надійшла 1 дослідна одиниця), П-18 «Малахіт» (станом на 2019 рік у ЗСУ надійшло близько 50 одиниць) й П-18ОУ «Оксамит» — українські модернізації П-18. |
| 5Н84 П-14Ф «Лена»  |            | СРСР         | двокоординатна радіолокаційна станція кругового огляду метрового діапазону                       |                                                            |           | У держоборонзамовленні на 2012 рік була вказана модернізація 5Н84 до 5Н84АМА |
| Giraffe 75         |            | Швеція       | мобільний двокоординатний доплерівський радар                                                    |                                                            |           | Помічені на озброєнні ЗСУ у квітні 2023. |
| RADA ieMHR         |            | Ізраїль      | тактичний тривимірний радіолокаційний комплекс                                                   |                                                            | 3         | Передані литовськими волонтерами в травні 2023, всього замовлено 16. |
| Кольчуга           |            | СРСР Україна | станція радіотехнічної розвідки                                                                  | «Кольчуга-КЕ» «Кольчуга-М» «Кольчуга»                      | >20       | «Кольчуга» — на озброєнні з 1987 року, перейшли від Збройних Сил СРСР. «Кольчуга-КЕ» — на озброєнні з 2009 року (у 2012 році ЗСУ поставлено 1 станцію). «Кольчуга-М» — на озброєнні з 2001 року.                                                                                          |
| Пластун            |            | Україна      | комплекс радіолелектронної розвідки                                                              | Пластун РП-3000                                            | >100      | На 2021 рік до Збройних сил поставлено понад 100 комплексів «Пластун РП-3000». |
| Джеб               |            | Україна      | комплекс наземної розвідки і радіоелектронної боротьби                                           |                                                            | 4         | Державна прикордонна служба у листопаді 2016 року закупила 4 бронеавтомобілі «Тритон», споряджених комплексами «Джеб». |
| Анклав             |            | Україна      | комплекс радіоелектронної боротьби                                                               |                                                            |           | [ 187 ] |
| Буковель           |            | Україна      | комплекс радіоелектронної боротьби                                                               |                                                            |           | У 2016 році комплекси почали надходити до Збройних сил України. |
| Полонез            |            | Україна      | комплекс радіоелектронної боротьби                                                               |                                                            |           | [ 190 ] |
| Нота               |            | Україна      | комплекс радіоелектронної боротьби                                                               |                                                            | 10        | |
| Р-330 «Мандат»     |            | СРСР Україна | автоматизований комплекс радіоелектронної протидії                                               | «Мандат-Б1Е» Р-330УМ «Мандат»                              |           | «Мандат-Б1Е» був прийнятий на озброєння в 2014 році. Р-330УМ «Мандат» був приянятий на озброєння у 2014 році. Трофейні: - станціями перешкод Р-934БМВ комплексу «Борисоглебск-2» — 1 од. на 09.09.2022.                                                                                   |
| COBRA              |            | Німеччина    | контрбатарейна РЛС                                                                               |                                                            | 1         | Перша РЛС надійшла на початку вересня 2022 року як військова допомога від Німеччини |
| MAMBA              |            | Норвегія     | контрбатарейна РЛС                                                                               |                                                            | 1         | Перша РЛС надійшла на початку жовтня 2022 року як військова допомога від Британії |
| 1Л220У «Зоопарк-2» |            | Україна      | контрбатарейна РЛС                                                                               | 1Л220У «Зоопарк-2» 1Л220УК «Зоопарк-2» 1Л220УК «Зоопарк-3» |           | На озброєнні з 2003 року. Модифікація 1Л220УК «Зоопарк-3» прийнята на озброєння у 2019 році (згідно armyinform.com.ua). |
| 1АР1 «Положення-2» |            | Україна      | автоматизований звукометричний акустичний комплекс розвідки вогневих позицій гармат та мінометів |                                                            |           | На озброєнні з 2013 року. Комплекс може розташовуватися на легкому гусеничному транспортері МТ-ЛБу, або стаціонарно. |
| AN/TPQ-36          |            | США          | контрбатарейна РЛС                                                                               |                                                            | 26        | На озброєнні ЗСУ з 2015 року. |
| AN/TPQ-37          |            | США          | контрбатарейна РЛС                                                                               |                                                            |           | Безповоротні втрати 2 од. |
| AN/TPQ-48          |            | США          | контрбатарейна РЛС                                                                               | AN/TPQ-48A                                                 | понад 20  | На озброєнні ЗСУ з 2014 року. У 2014—2015 роках із США поставлено 20 радарів, до кінця 2015 року планувалося постачання ще 10 радарів.. |
| AN/TPQ-49          |            | США          | контрбатарейна РЛС                                                                               |                                                            | понад 10  | На озброєнні ЗСУ з 2016 року. У 2015 році між ЗСУ і Defense Technology Inc. було укладено контракт на постачання радарів. У 2016 році із США поставлено 10 радарів. |
| AN/TPQ-50          |            | США          | контрбатарейна РЛС                                                                               |                                                            |           | Безповоротні втрати 6 од. |

| Трофейна техніка   | Трофейна техніка | Трофейна техніка | Трофейна техніка                   | Трофейна техніка | Трофейна техніка | Трофейна техніка                                                   |
| Модель             | Зображення       | Походження       | Тип                                | Модифікація      | Кількість        | Зауваження                                                         |
| ------------------ | ---------------- | ---------------- | ---------------------------------- | ---------------- | ---------------- | ------------------------------------------------------------------ |
| Фара               |                  | Росія            | портативна радіолокаційна станція  |                  |                  | Трофеї: - Фара — 2 од. на 09.09.2022 р.                            |
| Торн               |                  | Росія            | комплекс радіоелектронної розвідки | Торн-МДМ         |                  | Трофеї: - Торн-МДМ — 1 од. на 18.05.2022 р.                        |
| Красуха-4          |                  | Росія            | система радіоелектронної боротьби  |                  |                  | Трофеї: - командний пункт 1РЛ257 «Красуха-4» — 1 од. на 09.09.2022 |
| 1Л260 «Зоопарк-1М» |                  | Росія            | контрбатарейна РЛС                 |                  |                  | Трофеї: - РЛС 1Л261 — 1 од. на 09.09.2022 р.                       |

## Системи протиповітряної оборони
| Модель            | Зображення     | Походження               | Тип                                                               | Модифікація                                    | Кількість                             | Зауваження |
| Повітряні сили    | Повітряні сили | Повітряні сили           | Повітряні сили                                                    | Повітряні сили                                 | Повітряні сили                        | Повітряні сили |
| ----------------- | -------------- | ------------------------ | ----------------------------------------------------------------- | ---------------------------------------------- | ------------------------------------- | --- |
| MIM-104 Patriot   |                | США                      | мобільний зенітно-ракетний комплекс/система протиракетної оборони | M902 Patriot PAC-3                             | 5 батарей                             | |
| FSAF SAMP/T       |                | Італія                   | мобільний зенітно-ракетний комплекс/система протиракетної оборони |                                                | 2 батареї                             | Україна отримає третю батарею ЗРК SAMP/T вже у жовтні 2025 року |
| С-300             |                | СРСР                     | зенітно-ракетний комплекс середньої дальності                     | С-300ПС С-300ПТ С-300ПМУ                       | {\displaystyle {\Bigg \}}}200 ПУ 8 ПУ | 2012—2013 роках, С-300В були зняті з озброєння через технічне та моральне старіння і були передані на зберігання. У 2017 році, комплекси С-300В1 та С-300ПТ відновлені та повернуті на бойове чергування.У 2022 році Словаччина передала Україні ракетні комплекси С-300ПМУ. |
| IRIS-T SLM        |                | Німеччина                | зенітно-ракетний комплекс середньої дальності                     |                                                | 7 систем                              | |
| NASAMS            |                | Норвегія                 | зенітно-ракетний комплекс середньої дальності                     | NASAMS 3                                       | 3 батареї                             | Передані від США: - 2 батареї на січень 2023. - 1 від Канади |
| Gravehawk         |                | Велика Британія          | зенітно-ракетний комплекс середньої дальності                     |                                                | 2                                     | |
| Бук               |                | СРСР                     | зенітно-ракетний комплекс середньої дальності                     | 9К37М ЗРК «Бук-M1»                             | 50                                    | Трофейні: - СВУ 9A317 «Бук-М2» — 1 од. на 09.09.2022 - ПЗМ 9A316 «Бук-М2» — 3 од. на 09.09.2022 |
| MIM-23 Hawk       |                | США                      | зенітно-ракетний комплекс середньої дальності                     |                                                | 12 ПУ                                 | Військова допомога: - 6 пускових установок від Іспанії у 2022 році. - + 6 пускових установок від Іспанії у 2023 році. |
| С-125             |                | СРСР                     | зенітно-ракетний комплекс середньої дальності                     | С-125М «Печора» С-125-2Д «Печора-2Д» С-125МЕ-2 | 8                                     | Для досягнення дальності ураження цілі до 45 км була проведена модернізація окремих пристроїв і впроваджені нові цілісні системи в елементи комплексу. Комплекс постійно оновлюється.                                                                                        |
| Куб               |                | Словаччина Чехія Україна | зенітно-ракетний комплекс середньої дальності                     | 2К12-2Д «Квадрат-2Д»                           | 5                                     | В 2023 році на озброєння Збройних сил України надійшли передані Чехією та Словаччиною ЗРК Куб-М2. |
| Панцирь-С1        |                | Росія                    | зенітний ракетно-гарматний комплекс                               |                                                | 1                                     | Трофеї: - Панцирь-С1 — 3 од. на 09.09.2022 |
| Тор               |                | СРСР                     | зенітно-ракетний комплекс малої дальності                         | 9К330 «Тор-М»                                  | 6                                     | |
| Оса               |                | СРСР                     | зенітно-ракетний комплекс малої дальності                         | 9К33 «Оса АК» 9К33 «Оса АКМ»                   | 65                                    | |
| IRIS-T SLS        |                | Німеччина                | зенітно-ракетний комплекс малої дальності                         |                                                | 11                                    | Українські IRIS-T SLS працюють разом із багатофункційним радаром TRML-4D. |
| Raven             |                | Велика Британія          | зенітно-ракетний комплекс малої дальності                         |                                                | 8                                     | |
| Crotale NG        |                | Франція                  | зенітно-ракетний комплекс малої дальності                         |                                                | 4                                     | Військова допомога від Франції у 2022 році |
| Skyguard Aspide   |                | Італія                   | зенітно-ракетний комплекс малої дальності                         |                                                | 1 батарея                             | Передана як допомога від Іспанії |
| Тунгуска          |                | СРСР                     | зенітний ракетно-гарматний комплекс                               | 2К22 «Тунгуска»                                | 75                                    | |
| FV 4333 Stormer   |                | Велика Британія          | зенітно-ракетний комплекс ближньої дії                            |                                                | Сухопутні війська — 10                | Військова Допомога: - 6 од. Stormer із зенітними ракетними установками Starstreak від Великої Британії в 2022 році. - 8 од. Stormer від фонду Сергія Притули у 2022-2023 роках. - 1 од. Stormer від Світового Конґресу Українців у 2023 році.                                |
| Стріла-10         |                | СРСР                     | зенітно-ракетний комплекс ближньої дії                            |                                                | 150                                   | Трофейні: - 9К35 Стріла-10 — 4 од. на 09.09.2022 |
| AN/TWQ-1 Avenger  |                | США                      | зенітно-ракетний комплекс ближньої дії                            |                                                | 6                                     | |
| VAMPIRE           |                | США                      |                                                                   |                                                | 20                                    | Передані від США та Німеччини |
| Terrahawk Paladin |                | Велика Британія          | Зенітно-артилерійський комплекс малого радіусу дії                |                                                | ? од.                                 | Військова Допомога: - ? од. від Великої Британії у 2023 р. |
| Skynex            |                | Німеччина                | Зенітно-артилерійський комплекс малого радіусу дії                |                                                | 2 батарея                             | |
| Gepard            |                | Німеччина                | зенітна самохідна артилерійська установка                         |                                                | Всього — 120 Сухопутні війська — 55   | Військова допомога: - 60 од. від Німеччини. - 60 од. від США. |
| ЗСУ-23-4 «Шилка»  |                | СРСР                     | зенітна самохідна артилерійська установка                         |                                                | ~100                                  | Трофейні ЗСУ-23-4 «Шилка» — 5 од. на 01.08.2023 |
| BOV-3             |                | Сербія                   | зенітна самохідна артилерійська установка                         |                                                | Сухопутні війська — 6                 | |
| КС-19             |                | СРСР                     | 100-мм зенітна гармата                                            |                                                | Територіальна оборона ~11             | Використовується Силами ТрО, як мобільна артилерія для стрільби по наземним цілям. |
| С-60              |                | СРСР                     | 57-мм зенітна гармата                                             |                                                | Територіальна оборона — ?             | Використовується Силами ТрО, як мобільна артилерія для стрільби по наземним цілям. |
| ЗУ-23-2           |                | СРСР Польща Фінляндія    | 23-мм спарена зенітна установка                                   | ЗУ-23-2 ZU-23-2CP 23 ItK 61                    | ~1000                                 | Військова допомога від союзників в 2022-2023 роках: - ZU-23-2CP від Польщі. - 23 ItK 61 від Фінляндії. Трофейні: - ЗУ-23-2 — 4 од. на 15.05.2022 |
| Zastava M55       |                | Югославія                | 20-мм зенітна установка                                           |                                                |                                       | |
| Zastava M75       |                | Югославія                | 20-мм зенітна установка                                           |                                                |                                       | |
| MR-2 Viktor       |                | Чехія                    | 14.5-мм самохідна зенітна кулеметна установка                     |                                                | 100                                   | Військова Допомога: - 100 од. від Чехії на замовлення Нідерландів. |

| Трофейна техніка | Трофейна техніка | Трофейна техніка | Трофейна техніка                                                     | Трофейна техніка | Трофейна техніка      | Трофейна техніка |
| Модель           | Зображення       | Походження       | Тип                                                                  | Модифікації      | Кількість і оператори | Зауваження |
| ---------------- | ---------------- | ---------------- | -------------------------------------------------------------------- | ---------------- | --------------------- | --- |
| «Бук-М2»         |                  | Росія            | зенітно-ракетний комплекс середньої дальності                        |                  |                       | Трофеї: - СВУ 9К317 «Бук-М2» — 1 од. на 16.05.2022 - ПЗУ 9A316 «Бук-М2» — 3 од. на 16.05.2022 - РПН 9С36 «Бук-М2» — 1 од. на 16.05.2022 - СВЦ 9С18М1-2 «Бук-М2» — 1 од. на 16.05.2022 |
| БТР-ЗД «Скрежет» |                  | СРСР             | бронетранспортер для перевезення обслуги зенітно-ракетних комплексів |                  |                       | Трофеї: - БТР-ЗД «Скрежет» — 2 од. на 09.09.2022 |

## Системи берегової оборони
| Модель            | Зображення | Походження      | Тип                         | Модифікація | Кількість        | Зауваження |
| ----------------- | ---------- | --------------- | --------------------------- | ----------- | ---------------- | --- |
| РК-360МЦ «Нептун» |            | Україна         | береговий ракетний комплекс |             | 1 дивізіон       | 23 серпня 2020 року комплекс РК-360МЦ «Нептун» прийнято на озброєння ЗСУ.                                                                         |
| UGM-84 Harpoon    |            | США             | береговий ракетний комплекс |             | 2 батареї (4 ПУ) | Наприкінці травня 2022 передані Данією, заступили на бойове чергування в Одеській області. Дальність польоту цих ПКР становить від 139 до 150 км. |
| RBS-17 Hellfire   |            | Велика Британія | береговий ракетний комплекс |             | 1 дивізіон       | |

## Командно-штабні машини
| На озброєнні       | На озброєнні | На озброєнні    | На озброєнні                                                                | На озброєнні | На озброєнні           | На озброєнні |
| Модель             | Зображення   | Походження      | Тип                                                                         | Модифікації | Кількість і оператори  | Зауваження |
| ------------------ | ------------ | --------------- | --------------------------------------------------------------------------- | --- | ---------------------- | --- |
| КШМ К-1450         |              | Україна         | командно-штабна машина                                                      | К-1450-01 (БТР-4КШ) К-1450-02 (БТР-3КШ) К-1450-03 (БТР-70) К-1450-04 (БТР-60) К-1450-05 (Renault Midlum) К-1450-06 (KIA KM450) |                        | Всі нові або модернізовані машини для підрозділів Збройних сил України адаптовані під уніфікований комплект К-1450 |
| WDsz               |              | Польща          | командно-штабна машина                                                      | | 2(мінімум)             | Командно-штабна машина для САУ KRAB |
| FV105 Sultan       |              | Велика Британія |                                                                             | | Сухопутні війська — 22 | Військова допомога: - 21 од. FV105 Sultan від фонду Сергія Притули у 2022-2023 роках. - ? од. FV105 Sultan від Великої Британії у 2022 році. - 5 од. FV105 Sultan від Фонду Порошенка та ГО Справа Громад у 2022-2023 роках. |
| M577               |              | США             |                                                                             | |                        | 2024 року до України прибула партія командно-штабних машин М577, які передала Литва в межах військової підтримки. |
| Оболонь-А          |              | Україна         | комплекс автоматизованого управління артилерійськими батареєю та дивізіоном | |                        | |
| 1В12 «Машина-С»    |              | СРСР Росія      | комплекс засобів автоматизованого управління вогнем самохідної артилерії    | |                        | Трофейні: - 1В13М — 6 од. на 09.09.2022 - 1В14 — 4 од. на 09.09.2022 1В15 — 6[джерело?] |
| ПУ-12              |              | СРСР            | командна машина ППО                                                         | | 4[джерело?]            | Трофейні: - БТР-60ПУ-12М — 1 од. на 09.06.2022 |
| ППРУ-1 «Овод-М-СВ» |              | СРСР            | станція розвідки та управління                                              | | 18[джерело?]           | Трофейні: - ППРУ-1М 9С80-1 «Сборка» для «Стріла-10» — 1 од. на 09.06.2022 |
| Д-14МУ             |              | Україна         |                                                                             | польова комплексна апаратна машина                                                                                             |                        | Держслужба спецзв'язку та захисту інформації України переоснащує територіальні вузли урядового зв'язку на цифрові польові комплексні апаратні Д-14МУ на базі Renault Truck D13T.                                             |

| Трофейна техніка | Трофейна техніка | Трофейна техніка | Трофейна техніка                   | Трофейна техніка | Трофейна техніка      | Трофейна техніка                                  |
| Модель           | Зображення       | Походження       | Тип                                | Модифікації      | Кількість і оператори | Зауваження                                        |
| ---------------- | ---------------- | ---------------- | ---------------------------------- | ---------------- | --------------------- | ------------------------------------------------- |
| 1В119 «Реостат»  |                  | СРСР Росія       | станція розвідки та управління     |                  |                       | Трофеї: - 1В119 «Реостат» — 5 од. на 09.09.2022   |
| БМП-1КШ          |                  | СРСР             | командно-штабна машина             |                  |                       | Трофеї: - БМП-1КШ — 3 од. на 09.09.2022           |
| Р-149МА1         |                  | Росія            | командно-штабна машина             |                  |                       | Трофеї: - Р-149МА1 — 15 од. на 09.09.2022         |
| Р-149МА3         |                  | Росія            | командно-штабна машина             |                  |                       | Трофеї: - Р-149МА3 — 9 од. на 09.09.2022          |
| Барнаул-Т        |                  | Росія            | комплект засобів автоматизації ППО |                  |                       | Трофеї: - Барнаул-Т 9С932-1 — 4 од. на 09.09.2022 |
| Р-166 «Артек»    |                  | Росія            | радіостанція армійських радіомереж | Р-166-0,5        |                       | Трофеї: - Р-166-0,5 — 6 од. на 09.09.2022         |

## Військова медична техніка
| На озброєнні         | На озброєнні | На озброєнні    | На озброєнні                        | На озброєнні | На озброєнні              | На озброєнні |           |
| Модель               | Зображення   | Походження      | Тип                                 | Модифікації  | Кількість і оператори     | Зауваження |           |
| Гусеничні            | Гусеничні    | Гусеничні       | Гусеничні                           | Гусеничні    | Гусеничні                 | Гусеничні | Гусеничні |
| -------------------- | ------------ | --------------- | ----------------------------------- | ------------ | ------------------------- | --- | --------- |
| FV104 Samaritan      |              | Велика Британія | броньована гусенична медична машина |              |                           | Військова допомога: - 2 од. FV104 Samaritan від фонду Сергія Притули у 2022-2023 роках. - 2 од. FV104 Samaritan від Світового Конґресу Українців у 2023 році. - ? од. FV104 Samaritan від Великої Британії у 2022 році. - 2 од. FV104 Samaritan від Фонду Порошенка та ГО Справа Громад у 2022-2023 роках. |           |
| YPR-765 PRGWT        |              | Нідерланди      | броньована гусенична медична машина |              |                           | Нідерланди передадуть Україні 25 санітарних бронетранспортерів YPR-765 PRGWT в 2025 році |           |
| M113 MEV             |              | США             | броньована гусенична медична машина |              |                           | 22.02.2024 до України прибули десятки бронетранспортерів M113, які обладнані для евакуації поранених з поля бою. Ще кілька сотень очікується найближчим часом |           |
| МТ-ЛБ-С              |              | Україна         | броньована гусенична медична машина |              | ~70                       | Наприкінці 2015 року прийнята на озброєння сухопутних війск ЗСУ. |           |
| Bandvagn 202         |              | Швеція Україна  | медична всюдихідна амфібія          |              | 4 Територіальна оборона—1 | Придбаються і модернізуються волонтерами з 2023 року. Планується отримати всього 12-14 одиниць. |           |
| Колісні              |              |                 |                                     |              |                           | |           |
| ACSV AA              |              | Канада          | броньована колісна медична машина   |              | 10                        | |           |
| Terradyne Gurkha MPV |              | Канада          | броньована колісна медична машина   |              | 12                        | Один бронеавтомобіль із тринадцяти наявних втрачено в 2024 році. |           |
| Козак-5МЕД           |              | Україна         | броньована колісна медична машина   |              |                           | 2024 року Міноборони кодифікувало та допустило до експлуатації у Збройних силах новий медичний бронеавтомобіль «Козак-5МЕД» |           |
| Новатор-2С           |              | Україна         | броньована колісна медична машина   |              |                           | [ 257 ] |           |
| Лінза                |              | Росія           | броньована колісна медична машина   |              | 4                         | Трофейні 4 од. |           |
| AT105A Saxon         |              | Велика Британія | броньована колісна медична машина   |              | ~15                       | Були куплені 2014 року у Британії. |           |
| Pinzgauer Vector 718 |              | Австрія         | броньована колісна медична машина   |              | МОЗ України — 44          | Pinzgauer Vector у модифікації броньованої медичної машини передаються МОЗ України для роботи в прифронтових зонах. |           |
| Snatch Land Rover    |              | Велика Британія | броньована колісна медична машина   |              | 13                        | 7 од. передані Латвією у 2021 році. 6 од. закуплені у Великій Британії у 2022 році народним депутатом Мар'яном Заблоцьким за активної підтримки фандрайзингової компанії Frederik Cyrus Roeder. |           |
| Unimog               |              | Німеччина       | колісна медична машина              |              |                           | Використовується з часів війни на Сході України. |           |
| HMMWV M1152          |              | США             | колісна медична машина              |              | ~63                       | 15 в 2016 і 45 в 2017 — цікаво, що відсутня інформація про партію яка прибула в 2019 році, і де точно були медичні хамві. Чеська волонтерська організація Team4Ukraine передала три Humvee, пристосовані для транспортування поранених.                                                                    |           |
| Богдан-2251          |              | Україна         | колісна медична машина              |              | ~350                      | Використовується з 2017 року для потреб медслужби ЗСУ. |           |

| Трофейна техніка | Трофейна техніка | Трофейна техніка | Трофейна техніка       | Трофейна техніка | Трофейна техніка      | Трофейна техніка |
| Модель           | Зображення       | Походження       | Тип                    | Модифікації      | Кількість і оператори | Зауваження       |
| ---------------- | ---------------- | ---------------- | ---------------------- | ---------------- | --------------------- | ---------------- |
| УАЗ-452          |                  | СРСР             | колісна медична машина |                  | 7                     |                  |

## Інженерна та спеціальна техніка
| Модель                   | Зображення | Походження         | Тип                                        | Модифікація          | Кількість              | Зауваження |
| ------------------------ | ---------- | ------------------ | ------------------------------------------ | -------------------- | ---------------------- | --- |
| BPz-3                    |            | Німеччина          | БРЕМ                                       |                      | Сухопутні війська — 2  | Військова допомога: - 2 од. від Німеччини у 2022-2023 роках. |
| BPz-2                    |            | Німеччина          | БРЕМ                                       |                      | Сухопутні війська — 26 | |
| M88A2 Hercules           |            | США                | БРЕМ                                       |                      | Сухопутні війська — 15 | |
| Bgbv 90                  |            | Швеція             | БРЕМ                                       |                      | 1                      | Військова допомога: - ? од. Bgbv 90 від Швеції у 2023 році. |
| FV106 Samson             |            | Велика Британія    | БРЕМ                                       |                      | Сухопутні війська — 5  | Військова допомога: - 3 од. FV106 Samson від фонду Сергія Притули у 2022-2023 роках. - ? од. FV106 Samson від Великої Британії у 2022 році. |
| FV434                    |            | Велика Британія    | БРЕМ                                       |                      | 4                      | Військова допомога: - 2 од. FV434 від фонду Сергія Притули у 2022-2023 роках. - 2 од. FV434 від Світового Конґресу Українців у 2023 році. |
| CRARRV                   |            | Велика Британія    | БРЕМ                                       |                      |                        | Передані Великою Британією для підтримки танків Challenger 2. |
| БРЕМ-84                  |            | Україна            | БРЕМ                                       |                      | Сухопутні війська — ?  | |
| БРЕМ «Лев»               |            | Україна            | БРЕМ                                       |                      | Сухопутні війська — ?  | Створена на базі танка Т-72. Використовується з 2018 року. |
| БРЕМ-4                   |            | Україна            | БРЕМ                                       | БРЕМ-4РМ БРЕМ-4К     | 2+                     | Принаймні один БРЕМ-4РМ придбаний у 2020 році. |
| БРЕМ-2                   |            | СРСР               | БРЕМ                                       |                      |                        | Трофейні: - БРЕМ-2 — 1 од. на 11.05.2022 |
| БРЕМ-1                   |            | СРСР               | БРЕМ                                       |                      | 3+                     | На озброєнні з 1975 року. Перейшли від Збройних Сил СРСР. Трофейні: - БРЕМ-1 — 9 од. на 09.09.2022 |
| VT-72                    |            | Чехія              | БРЕМ                                       | VT-72M4CZ            |                        | |
| HEMTT M984               |            | США                | ремонтно-евакуаційна машина                | HEMTT M984A4         |                        | |
| М1089                    |            | США                | ремонтно-евакуаційна машина                |                      |                        | Військова допомога |
| Майстерні Iveco Trakker  |            | Україна            | мобільна ремонтно-евакуаційна станція      |                      | 16                     | На базі шасі Iveco Trakker 6x6. Придбання профінансовано Держдепом США. Станом на 8.01.2023 передано ще 6 комплексів Фонд компетентної допомоги армії «Повернись живим» передав Збройним силам України 6 мобільних комплекси для технічного обслуговування та ремонту військової техніки HMMWV (Хамві). |
| ТРМ-80Д                  |            | СРСР Україна       | танкоремонтна майстерня                    |                      | ~100                   | 2024 року Міністерство оборони України повернуло в користування для ЗСУ 1500 одиниць озброєння та військової техніки й понад 2000 найменувань військово-технічного майна |
| МТО-80Д                  |            | СРСР Україна       | майстерня технічного обслуговування        |                      | ~100                   | 2024 року Міністерство оборони України повернуло в користування для ЗСУ 1500 одиниць озброєння та військової техніки й понад 2000 найменувань військово-технічного майна |
| ПРЗС-70Д                 |            | СРСР Україна       | рухома ремонтно-зарядна станція            |                      | ~100                   | 2024 року Міністерство оборони України повернуло в користування для ЗСУ 1500 одиниць озброєння та військової техніки й понад 2000 найменувань військово-технічного майна |
| БТС-4                    |            | СРСР               | броньований тягач                          |                      |                        | Станом на червень 2023 року встрачено 6 машин |
| Pionierpanzer 2A1 Dachs  |            | Німеччина          | інженерна машина розгородження             |                      | Сухопутні війська — 12 | Військова допомога: - 9 од. від Німеччини у 2022-2024 роках. |
| NM189 Ingeniørpanservogn |            | Норвегія           | інженерна машина розгородження             |                      | 3                      | Отримані від Норвегії у 2023. |
| ІМР-2                    |            | СРСР               | інженерна машина розгородження             | ІМР-2М               |                        | Трофейні: - ІМР-2М — 5 од. на 09.09.2022 |
| БАТ-2                    |            | СРСР               | інженерна машина розгородження             |                      | Сухопутні війська — 40 | |
| FV180                    |            | Велика Британія    | броньована інженерна машина-амфібія        |                      | Сухопутні війська — ?  | На озброєнні ЗСУ з 2023 року |
| Morooka PC-065B          |            | Японія             | транспортер для облаштування позицій       |                      |                        | Японія передала Україні партію військової допомоги |
| МДК-3                    |            | СРСР               | машина для риття котлованів                |                      |                        | На озброєнні з 1970-х років. Перейшли від Збройних Сил СРСР. Трофейні: - МДК-3 — 1 од. на 09.09.2022 |
| ПЗМ-2                    |            | СРСР               | землерийна машина                          |                      |                        | Трофейні: - ПЗМ-2 — 1 од. на 01.01.2023 |
| КТА-25                   |            | Україна            | автомобільний кран                         |                      |                        | КТА-25 на шасі КрАЗ-6322 |
| Biber                    |            | Німеччина          | танковий мостоукладач                      |                      | Сухопутні війська — 27 | Військова допомога 27 од. від Німеччини у 2022-2024 роках. |
| M60 AVLB                 |            | США                | танковий мостоукладач                      |                      | Сухопутні війська — ?  | |
| МТУ-20                   |            | СРСР               | танковий мостоукладач                      |                      | Сухопутні війська — ?  | |
| ТММ-3                    |            | Україна СРСР Росія | автомобільний мостоукладач                 | ТММ-3 ТММ-3М ТММ-3М1 |                        | Трофеї: - ТММ-3 — 15 од. на 09.09.2022 |
| ПМП-М                    |            | СРСР               | понтонно-мостовий парк                     |                      |                        | Трофейні: - ПМП-М — 2 од. на 01.01.2023 |
| УСМ-2                    |            | СРСР               | мостобудівна установка                     |                      |                        | |
| ТДА-2К                   |            | СРСР               | димова машина                              |                      |                        | |
| HEP70                    |            | Німеччина          | Комплекс РХБ захисту                       |                      | 6                      | Передані як допомога від Німеччини в липні 2022 |
| ГПМ-54                   |            | СРСР Україна       | броньована гусенична пожежна машина        |                      |                        | |
| ГПМ-72                   |            | Україна            | броньована гусенична пожежна машина        |                      | 1                      | |
| Rosenbauer Panther       |            | Австрія            | аеродромний пожежний автомобіль            | Panther 4x4          |                        | Отримані ПС ЗСУ від західних партнерів у травні 2023 року. |
| M992 FAASV               |            | США                | транспортно-заряджальна машина             |                      |                        | Українські артилеристи застосовують транспортно-заряджальні машини M992 разом з переданими США гаубицями М109. |
| Shielder                 |            | Велика Британія    | мінний загороджувач                        |                      | 1                      | |
| І-52                     |            | Україна            | мінний загороджувач                        |                      | 1                      | |
| ГМЗ-3                    |            | СРСР               | мінний загороджувач                        |                      |                        | Трофейні 3 од. станом на грудень 2024 року. |
| ПМЗ-4П                   |            | СРСР               | мінний загороджувач                        |                      |                        | |
| УР-77 «Метеорит»         |            | СРСР               | самохідна реактивна установка розмінування |                      |                        | Трофейні: - УР-67 на БТР-Д — 1 од. на 09.09.2022 |
| M58 MICLIC               |            | США                | установка розмінування                     |                      |                        | Передані США у 2022 році. |
| УР-83П                   |            | СРСР               | установка розмінування                     |                      |                        | |
| Wisent 1 MC              |            | Німеччина          | броньована машина розмінування             |                      | Сухопутні війська — 62 | |
| Leopard 2R               |            | Німеччина          | броньована машина розмінування             |                      |                        | 3 машини втрачені літом 2023 року |
| M1150                    |            | США                | броньована машина розмінування             |                      |                        | Збройні Сили України мають у своєму розпорядженні американські штурмові машини розмінування M1150 на базі M1 Abrams. |
| БМР-64                   |            | Україна            | броньована машина розмінування             | На базі танку Т-64А  | 9                      | Три отримали у грудні 2018 року під час передачі техніки на військовому аеродромі під Житомиром. У 2020 році ХБТЗ виконував замовлення ЗСУ на постачання партії з шести од. |
| ScanJack 3500            |            | Швеція             | броньована машина розмінування             |                      |                        | 47 інженерну бригаду оснастили машиною розмінування ScanJack 3500, яку передала Швеція в 2024 році |
| M1132 ESV                |            | США                | броньована машина розмінування             |                      |                        | Безповоротні бойові втрати 7 од. |
| Buffalo MPV              |            | США                | броньована машина розмінування             |                      |                        | 16 серпня 2024 року Міноборони поповнило арсенал ЗСУ бронеавтомобілем Buffalo MPV з найвищим рівнем захисту. У Міністерстві оборони України кодифікували, допустили до постачання у ЗСУ броньовану інженерну машину BuffaloMPV. Цей бронеавтомобіль називають одним з найбезпечніших у світі.           |

| Трофейна техніка | Трофейна техніка | Трофейна техніка | Трофейна техніка                           | Трофейна техніка | Трофейна техніка      | Трофейна техніка                                                            |
| Модель           | Зображення       | Походження       | Тип                                        | Модифікації      | Кількість і оператори | Зауваження                                                                  |
| ---------------- | ---------------- | ---------------- | ------------------------------------------ | ---------------- | --------------------- | --------------------------------------------------------------------------- |
| БРЕМ-Ч           |                  | Чехословаччина   | БРЕМ                                       |                  |                       | Трофеї: - БРЕМ-Ч — 1 од. на 09.09.2022                                      |
| БРЕМ-Д           |                  | СРСР             | БРЕМ                                       |                  |                       | Деяка кількість на момент 2015 року. Трофеї: - БРЕМ-Д — 1 од. на 09.09.2022 |
| БРЕМ-К           |                  | СРСР Росія       | БРЕМ                                       |                  |                       | Трофеї: - БРЭМ-К — 2 од. на 09.09.2022                                      |
| РЭМ-КЛ           |                  | Росія            | ремонтно-евакуаційна машина                |                  | 1                     |                                                                             |
| МТУ-72           |                  | СРСР             | танковий мостоукладач                      |                  |                       | Трофеї: - МТУ-72 — 1 од. на 09.09.2022                                      |
| ПМП              |                  | СРСР             | понтонно-мостовий парк                     |                  |                       | Трофеї: - ПМП — 6 од. на 09.09.2022                                         |
| ІМР-3            |                  | Росія            | інженерна машина розгородження             |                  |                       | Трофеї: - ІМР-3 — 1 од. на 09.09.2022                                       |
| УР-67            |                  | СРСР             | самохідна реактивна установка розмінування |                  |                       | Трофеї: - УР-67 «Метеорит»— 1 од. на 09.09.2022                             |

## Наземні роботизовані комплекси
| Модель           | Зображення | Походження           | Тип                                                                        | Модифікація                            | Кількість             | Зауваження |
| ---------------- | ---------- | -------------------- | -------------------------------------------------------------------------- | -------------------------------------- | --------------------- | --- |
| TerMIT           |            | Україна              | гусенична бойова, евакуаційна, логістична система                          |                                        | сотні                 | Перебуває на озброєнні ГУР МОУ. |
| Лють             |            | Україна              | колісна бойова, евакуаційна, логістична система                            |                                        |                       | 18 березня 2025 Міноборони кодифікувало і допустило до експлуатації. Перебуває на озброєнні 10-ї окремої бригади охорони Генштабу імені генерал-полковника Геннадія Воробйова           |
| CRAB             |            | Україна              | колісна бойова або медична система                                         | CRAB-М (Military) CRAB-LS (Life Saver) |                       | У березні 2024 року пройшла випробовування та отримала сертифікацію відповідності ДСТУ та кодифікацію за стандартами НАТО.                                                              |
| Вепр             |            | Україна              | гусенична система розвідки, розмінування, евакуації, логістики, мінування  |                                        | ~20                   | |
| BoarTAC          |            | Україна              | гусенична система розмінування, евакуації, логістики, мінування, камікадзе |                                        |                       | В серпні 2024 року Міністерство оборони України кодифікувало та допустило до експлуатації.                                                                                              |
| Sirko-S1         |            | Україна              | колісна система розвідки, евакуації та логістики                           |                                        |                       | Передані волонтером Ігорем Лаченковив 6-му батальйону «Азова». |
| SurveilSpire     |            | Естонія              | розвідувальна система                                                      |                                        |                       | |
| BAD.2            |            | Велика Британія      | розвідувальний робот-собака                                                |                                        | 30+                   | Використовувались у боях в Торецьку в серпні 2024 року 28-ю окремою механізованою бригадою                                                                                              |
| Bozena-5         |            | Словаччина           | система розмінування                                                       |                                        | Сухопутні війська — 2 | Передана Словаччиною в 2022 році |
| MV-10 Bison      |            | Хорватія             | система розмінування                                                       |                                        |                       | |
| GCS-200          |            | Швейцарія/ Німеччина | система розмінування                                                       |                                        | 4                     | У 2022 уряд ФРН передав Україні три машини. Планується отримати ще 20 машин. У 2024 США передали Україні один комплекс.                                                                 |
| THeMIS           |            | Естонія/ Німеччина   | гусенична евакуаційна та логістична система                                |                                        | 15 од.                | Військова допомога: - 1 од. придбали волонтери у 2022 році. Проєкт з придбання роботизованих комплексів для України отримав назву «Журавель». - 14 од. від Німеччини у 2022-2023 роках. |
| UGV Trail-Blazer |            | Чехія                | гусенична евакуаційна та логістична система                                |                                        | 12                    | Безкоштовно передані чеською компанією Isolit-Bravo у 2024 році. Використовуються 1-ю окремою танковою Сіверською бригадою.                                                             |
| Стохід           |            | Україна              | гусенична евакуаційна та логістична система                                |                                        |                       | |
| GEREON RCS       |            | Німеччина            | гусенична логістична система                                               |                                        | 30                    | Передані урядом Німеччини |
| AGEMA            |            | ОАЕ                  | колісна евакуаційна та логістична система                                  |                                        | 1                     | У грудні 2023 року компанія «Українська бронетехніка» передала спецпідрозділу ГУР МОУ «Kraken».                                                                                         |
| Гімлі            |            | Україна              | колісна евакуаційна та логістична система                                  |                                        |                       | На початку 2025р. МОУ кодифікувало та допустило до експлуатації сімейство безпілотних наземних апаратів «Гімлі». Зокрема експлуатується військовослужбовцями бригади "Хартія" НГУ.      |
| Рись             |            | Україна              | колісна логістична система                                                 |                                        | 5                     | |
| Тарган           |            | Україна              | колісна логістична система                                                 |                                        |                       | В кінці 2024р. МОУ кодифікувало та допустило до експлуатації безпілотний наземний роботизований комплекс «Тарган». Зокрема експлуатується військовослужбовцями бригади "Хартія" НГУ.    |
| Каракурт         |            | Україна              | колісна система розвідки, логістики, камікадзе, мінування                  |                                        |                       | |
| «ШаБля»          |            | Україна              | дистанційно керований бойовий модуль                                       |                                        |                       | У вересні 2023 року Міністерство оборони України допустило до експлуатації. |
| Wolly            |            | Україна              | дистанційно керований бойовий модуль                                       |                                        |                       | У грудні 2024 Міністерство оборони України кодифікувало та допустило до використання.                                                                                                   |
| RATEL            |            | Україна              | колісний камікадзе                                                         |                                        | 6                     | У липні 2023 року передані спецпідрозділу ГУР МОУ на кошти зібрані українським актором Владиславом Шевченко.                                                                            |
| Гієна            |            | Україна              | колісний камікадзе                                                         |                                        |                       | Перебуває на озброєнні батальйону "Вовки Да Вінчі". |

## Автомобільна техніка

### Вантажні автомобілі
| Модель                    | Фото                | Виробництво      | Тип                                  | Модифікація          | Кількість та оператори                                                                                           | Зауваження |
| ------------------------- | ------------------- | ---------------- | ------------------------------------ | -------------------- | --- | --- |
| Mercedes-Benz Arocs       |                     | Німеччина        | вантажний автомобіль                 |                      | 41 | Українські бойові загони прикордонників отримали вантажівки Arocs від Німеччини. |
| Mercedes-Benz Zetros      |                     | Німеччина        | вантажний автомобіль паливозаправник |                      | 324 | Військова Допомога: - 262 од. вантажних автомобілів від Німеччини у 2022-2024 роках. - 52 од. паливозаправників від Німеччини у 2024 році. |
| Mercedes-Benz Axor        |                     | Німеччина        | паливозаправник                      |                      | 1 | Переданий Ісландією 25 травня 2023 року в межах допомоги у 10 паливозаправників. |
| MAN HX                    |                     | Німеччина        | вантажний автомобіль                 |                      | 90 | Військова Допомога: - 90 од. HX81 з колісною формулою 8х8 від Німеччини у 2022-2024 роках. |
| MAN GL                    |                     | Німеччина        | вантажний автомобіль                 | MAN KAT 1            | | У 2022 році отримали вантажівки для гаубиць FH70. |
| MAN TGS                   |                     | Німеччина        | вантажний автомобіль                 |                      | 35 | Військова допомога: 25 од. від Німеччини У 2022-2023 р. 10 од. профінансовано Держдепом США |
| MAN TGM                   |                     | Німеччина        | вантажний автомобіль                 |                      | 20 | Військова Допомога: - 20 од. придбали для Сил територіальної оборони ЗСУ у 2023 році за кошти Київської міської територіальної громади. |
| Leyland DAF 45.150        |                     | Нідерланди       | вантажний автомобіль                 |                      | 279 | 279 вантажівок закуплено від Фонду Порошенка та ГО Справа Громад у 2022-2024 роках |
| DAF YA 4442               |                     | Нідерланди       | вантажний автомобіль                 |                      | 70 | 70 вантажівок закуплено від Фонду Порошенка та ГО Справа Громад у 2022-2024 роках |
| FMTV M1083                |                     | США              | вантажний автомобіль                 |                      | 141 | |
| Oshkosh HEMTT M978        |                     | США              | паливозаправник                      |                      | ? | |
| Oshkosh M1070             |                     | США              | сідловий тягач                       |                      | 26 | Військова Допомога: - 26 од. від Німеччини у 2022-2024 роках Закупили волонтери: - 2 од. від Фонду Порошенка та ГО Справа Громад у 2022-2023 роках. |
| Foden 8×6 Сarrier         |                     | Велика Британія  | вантажний автомобіль                 |                      | 20 | 20 вантажівок закуплено від Фонду Порошенка та ГО Справа Громад у 2022-2024 роках |
| Renault TRM 10000         |                     | Франція          | вантажний автомобіль                 |                      | 5 | |
| Daewoo Novus              |                     | Південна Корея   | вантажний автомобіль                 |                      | 80 | В 2024 році втрачено 1 автомобіль |
| Jelcz P882D53             |                     | Польща           | вантажний автомобіль                 |                      | | У розпорядженні українських артилеристів. |
| Volvo FM9                 |                     | Швеція           | паливозаправник                      |                      | 1 | Переданий Ісландією 25 травня 2023 року в межах допомоги у 10 паливозаправників. |
| КрАЗ-6510ТЕ               |                     | Україна          | безкапотний сідловий тягач           |                      | 3 од. | На озброєнні ЗСУ: - 3 од. з 2022 року. |
| КрАЗ-5233                 |                     | Україна          | вантажний автомобіль                 |                      | | На озброєнні з 2011 року. |
| КрАЗ-6322                 |                     | Україна          | вантажний автомобіль                 | КрАЗ-6322 «Солдат»   | | |
| КрАЗ-6322                 | автоцистерна        | Україна          | АЦ-12-63221                          |                      | | |
| КрАЗ-6446                 |                     | Україна          | сідловий тягач                       |                      | | Використовується з 2014 року. Має замінити старі чотиривісні тягачі МАЗ-537. |
| КрАЗ-260                  |                     | СРСР             | вантажний автомобіль                 |                      | | Використовується з 1979 року. Перейшли від Збройних Сил СРСР. |
| КрАЗ-260                  | СРСР Україна        | паливозаправник  | АЦ-10-260                            |                      | | |
| КрАЗ-250                  |                     | СРСР             | вантажний автомобіль                 |                      | | Використовується з 1978 року. Перейшли від Збройних Сил СРСР. |
| КрАЗ-255Б                 |                     | СРСР             | вантажний автомобіль                 |                      | | Використовується з 1967 року. Перейшли від Збройних Сил СРСР. Трофейні: - КрАЗ-255Б — 2 од. на 18.05.2022. |
| КрАЗ-257                  |                     | СРСР             | вантажний автомобіль                 |                      | | Використовується з 1965 року. Перейшли від Збройних Сил СРСР. |
| МАЗ-6317                  |                     | Білорусь Україна | вантажний автомобіль                 |                      | | ЗСУ використовує значну кількість моделей МАЗ, зокрема МАЗ-6425, МАЗ-6317 та МАЗ-5316 під брендом «МАЗ-Богдан». Всього, станом на 2016 рік, ЗСУ в Білорусі було закуплено 120 вантажівок МАЗ різних моделей.                                               |
| МАЗ-6317                  | автоцистерна        | Білорусь Україна | АЦ-12 63221                          | 5                    | П'ять нових автоцистерн АЦ-12 63221 від ДП "45 експериментальний механічний завод" на шасі МАЗ-631727-272-000Р2. | |
| МАЗ-6317                  | автопаливозаправник | Білорусь Україна | АПЗ-20-632218 аеродромного типу      |                      | | |
| МАЗ-5316                  |                     | Білорусь Україна | вантажний автомобіль                 |                      | | ЗСУ використовує значну кількість моделей МАЗ, зокрема МАЗ-6425, МАЗ-6317 та МАЗ-5316 під брендом «МАЗ-Богдан». Всього, станом на 2016 рік, ЗСУ в Білорусі було закуплено 120 вантажівок МАЗ різних моделей.                                               |
| МАЗ-5316                  | автопаливозаправник | Білорусь Україна | АПЗ-6,5 АПЗ-8                        |                      | АПЗ-6,5, АПЗ-8 на базі шасі Богдан-53162.                                                                        | |
| МАЗ-4371N2                |                     | Білорусь         | вахтовий автомобіль                  |                      | 25 | Отримані НГУ в 2020 році |
| МАЗ-537                   |                     | СРСР             | сідловий тягач                       |                      | | Використовується з 1963 року. Перейшли від Збройних Сил СРСР. Широко використовується ЗСУ для швидкого перекидання техніки. |
| МАЗ-7410                  |                     | СРСР             | сідловий тягач                       |                      | | Використовується з 1970 року. Перейшли від Збройних Сил СРСР. |
| ГАЗ-66                    |                     | СРСР             | вантажний автомобіль                 |                      | понад 2000 (липень 2014)                                                                                         | Змонтоване озброєння: ВФС-2,5, ПОС, ЕСБ-8ІМ, ПД-530 Трофейні: - ГАЗ-66 — 5 од. на 18.05.2022. |
| КАМАЗ 43114               |                     | Росія            | вантажний автомобіль                 |                      | близько 10 | Існує інформація про замовлення 29 автомобілів, з них 20 вахтових і 9 бортових. Технічна специфікація не уточнена, лише моделі автівок. Деякі одиниці захоплені як трофеї під час російсько-українській війні.                                             |
| КАМАЗ 4310                |                     | СРСР             | вантажний автомобіль                 |                      | | На озброєнні з 1979 року. Перейшли від Збройних Сил СРСР. |
| КАМАЗ 5320                |                     | СРСР             | вантажний автомобіль                 |                      | | Використовується значна кількість машин виробництва СРСР. |
| Урал-63704-0010 Торнадо-У |                     | Росія            | вантажний автомобіль                 |                      | 6 | Мінімум один трофейний автомобіль знаходиться на озброєнні спецпідрозділу ГУР «Кракен» |
| Урал-4320                 |                     | СРСР             | вантажний автомобіль                 | Урал-4320 Урал-43202 | | Використовується з 1977 року. Перейшли від Збройних Сил СРСР. Трофейні: - Урал-4320 — 63 од. на 18.05.2022. - Урал-4320 паливозаправник — 30 од. на 18.05.2022.                                                                                            |
| Урал-4320                 | СРСР Україна        | паливозаправник  |                                      | 26                   | | Використовується з 1977 року. Перейшли від Збройних Сил СРСР. Трофейні: - Урал-4320 — 63 од. на 18.05.2022. - Урал-4320 паливозаправник — 30 од. на 18.05.2022.                                                                                            |
| ЗІЛ-131                   |                     | СРСР             | вантажний автомобіль                 |                      | | Використовується з 1966 року. Перейшли від Збройних Сил СРСР. Військова комісія рекомендувала Міністерству оборони України розглянути питання про прийняття на озброєння повнопривідних вантажних автомобілів Hyundai HD120 для заміни застарілих ЗІЛ-131. |
| ЗІЛ-135                   |                     | СРСР             | вантажний автомобіль                 |                      | | Використовуються з 1963 року. Перейшли від Збройних Сил СРСР. |

### Мікроавтобуси
| Модель                 | Фото | Виробництво | Тип          | Модифікація | Кількість та оператори | Зауваження                                                                  |
| ---------------------- | ---- | ----------- | ------------ | ----------- | ---------------------- | --------------------------------------------------------------------------- |
| Volkswagen LT          |      | Німеччина   | Мікроавтобус |             |                        | Закуповується волонтерами - ? од. від Благодійного фонду Favbet Foundation. |
| Volkswagen Transporter |      | Німеччина   | Мікроавтобус | T4 T5       |                        | Закуповується волонтерами - ? од. від Благодійного фонду Favbet Foundation. |
| Renault Trafic         |      | Франція     | Мікроавтобус |             |                        | Закуповується волонтерами - ? од. від Благодійного фонду Favbet Foundation. |
| Peugeot Boxer          |      | Франція     | Мікроавтобус |             |                        | Закуповується волонтерами - ? од. від Благодійного фонду Favbet Foundation. |

### Легкові автомобілі
| Модель                    | Фото | Виробництво    | Тип                                    | Модифікація            | Кількість та оператори                         | Зауваження |
| ------------------------- | ---- | -------------- | -------------------------------------- | ---------------------- | ---------------------------------------------- | --- |
| ТАХА 3400                 |      | Україна        | всюдихід-амфібія                       |                        |                                                | Міністерство оборони України кодифікувало та допустило до використання у підрозділах Збройних сил України всюдихід-амфібію «ТАХА 3400»                                                                                          |
| Rheinmetall Caracal       |      | Німеччина      | тактична авіадесантна машина           |                        | 20                                             | В 2024 році Україна замовила партію з 25 тактичних машин Caracal у німецького концерну Rheinmetall |
| Flyer 72 Light Duty       |      | США            | тактична авіадесантна машина           |                        |                                                | На озброєнні українських рейнджерів ССО ЗСУ знаходиться автомобіль Flyer 72-LD |
| Polaris MRZR 4            |      | США            | багі                                   |                        | ?                                              | |
| VOLS                      |      | Україна        | багі                                   |                        | 30                                             | Закупили волонтери у 2022 році. |
| Варан                     |      | Україна        | багі                                   |                        |                                                | З 2024 року Міноборони допустило до постачання український багі «Варан». |
| Богдан-2351               |      | Україна        | позашляховик                           |                        | 150                                            | Використовується з 2016 року, особливо в районах проведення Операції Об'єднаних сил.. В 2024 році Агенція оборонних закупівель поставила ЗСУ 154 пікапи                                                                         |
| Mitsubishi Type 73 Kogata |      | Японія         | позашляховик                           |                        |                                                | Японія передала Україні партію військової допомоги |
| Mitsubishi L200           |      | Японія         | позашляховик                           |                        |                                                | Міноборони України кодифікувало та допустило до експлуатації у Силах оборони з 2024 року Постачається державою та волортерами.                                                                                                  |
| Mazda B2500               |      | Японія         | позашляховик                           |                        |                                                | Закуплені лагодійним фондом Favbet Foundation |
| Mazda BT-50               |      | Японія         | позашляховик                           |                        |                                                | Закуплені лагодійним фондом Favbet Foundation |
| Nissan Navara             |      | Японія         | позашляховик                           |                        |                                                | Закуповується волонтерами - ? од. від Благодійного фонду Favbet Foundation. |
| Nissan Pathfinder         |      | Японія         | позашляховик                           |                        |                                                | Закуповується волонтерами - ? од. від Благодійного фонду Favbet Foundation. |
| Nissan X-Trail            |      | Японія         | позашляховик                           |                        |                                                | Закуповується волонтерами - ? од. від Благодійного фонду Favbet Foundation. |
| Isuzu D-Max               |      | Японія         | позашляховик                           |                        |                                                | Закуповується волонтерами - ? од. від Благодійного фонду Favbet Foundation. - ? од. від естонських волонтерів NAFO, за ініціативи "Конвой свободи".                                                                             |
| Toyota Land Cruiser (J76) |      | Японія         | позашляховик                           |                        | 50                                             | Постачається волонтерами з 2014 року |
| Toyota 4Runner            |      | Японія         | позашляховик                           |                        |                                                | Закуповується волонтерами - ? од. від естонських волонтерів NAFO, за ініціативи "Конвой свободи". |
| Toyota HMV                |      | Японія         | позашляховик                           |                        |                                                | Японія передала Україні партію військової допомоги |
| Toyota Hilux              |      | Японія         |                                        |                        |                                                | Міноборони України кодифікувало та допустило до експлуатації у Силах оборони з 2024 року Постачається державою та волортерами.                                                                                                  |
| Hyundai Santa Fe          |      | Південна Корея | позашляховик                           |                        |                                                | Закуповується волонтерами - ? од. від Благодійного фонду Favbet Foundation. |
| Kia Sorento               |      | Південна Корея | позашляховик                           |                        |                                                | Закуповується волонтерами - ? од. від Благодійного фонду Favbet Foundation. |
| Kia KM450                 |      | Південна Корея | легкий військовий вантажний автомобіль |                        | 20 од.                                         | Закупили волонтери - 20 од. Kia KM450, які зберігалися на збанкрутілому підприємстві Богдан Моторс, викупила на аукціоні для ЗСУ благодійна організація Сергія Притули.                                                         |
| Peugeot Landtrek          |      | Франція        | позашляховик                           |                        |                                                | Міноборони України кодифікувало та допустило до експлуатації у Силах оборони з 2024 року Постачається державою та волортерами.                                                                                                  |
| JAC Shuailing T8          |      | КНР            | позашляховик                           |                        | 16                                             | Закуповується волонтерами - ? од. від Фонду Порошенка та ГО Справа Громад.. |
| Great Wall Wingle 7       |      | КНР            | позашляховик                           |                        | 80                                             | Закуплені волонтерами: - мінімум 70 од. від Ради оборони Кривого Рогу. - 10 від АТ «Укртранснафта» |
| Volkswagen Amarok         |      | Німеччина      | автомобіль підвищеної прохідності      |                        | 14                                             | Німеччина передала Національній гвардії України 14 пікапів, ще 16 автомобілів перебувають у дорозі |
| Ford Ranger               |      | США            | автомобіль підвищеної прохідності      |                        | Всього — ~60 Сухопутні війська — ~50 НГУ — ~10 | Закуповується волонтерами з 2016 року. - ? од. від Благодійного фонду Favbet Foundation. - ? од. від естонських волонтерів NAFO, за ініціативи "Конвой свободи".                                                                |
| HMMWV                     |      | США            | автомобіль підвищеної прохідності      | М998 М1097А2 М1114 UAH | ~ 5000                                         | В 2025 році Українські військові мають парк із близько 5 000 армійських позашляховиків HMMWV у різних модифікаціях. Більшість з них були поставлені у неброньованих версіях у межах військової допомоги від США та інших країн. |

### Трофейна техніка
| Модель         | Фото | Виробництво | Тип                               | Модифікація | Кількість та оператори | Зауваження                                                                                       |
| -------------- | ---- | ----------- | --------------------------------- | ----------- | ---------------------- | ------------------------------------------------------------------------------------------------ |
| УАЗ-469        |      | СРСР        | автомобіль підвищеної прохідності |             | 7                      |                                                                                                  |
| ДТ-30 «Витязь» |      | Росія       | багатоцільовий всюдихід           |             |                        | Трофеї: - ДТ-30 «Витязь» — 2 од. на 09.09.2022 р.                                                |
| Урал Федерал   |      | Росія       | вантажний автомобіль              |             | 4                      | Трофеї: - Урал Федерал — 4 од. на 09.09.2022 р.                                                  |
| Урал-43206     |      | Росія       | вантажний автомобіль              |             |                        | Трофеї: - Урал-43206 — 27 од. на 09.09.2022 р.                                                   |
| Урал-5323      |      | СРСР Росія  | вантажний автомобіль              |             |                        | Трофеї: - Урал-5323 — 2 од. на 09.09.2022 р. - Урал-542301 — 1 од. на 09.09.2022 р.              |
| КамАЗ-4350     |      | СРСР Росія  | вантажний автомобіль              |             |                        | Трофеї: - КамАЗ-4350 — 3 од. на 18.05.2022 р.                                                    |
| КамАЗ 6x6      |      | СРСР Росія  | вантажний автомобіль              |             |                        | Трофеї: - КамАЗ 6x6 — 84 од. на 09.09.2022 р. - Автоцистерна КамАЗ 6х6 — 25 од. на 09.09.2022 р. |
| КамАЗ-6350     |      | Росія       | вантажний автомобіль              |             |                        |                                                                                                  |

## Мотоциклетна техніка, квадроцикли та велосипеди
| Модель             | Фото | Виробництво | Тип                     | Модифікація | Кількість та оператори | Зауваження |
| ------------------ | ---- | ----------- | ----------------------- | ----------- | ---------------------- | --- |
| KTM 450 ЕХС        |      | Австрія     | кросовий мотоцикл       |             |                        | Міноборони України прийняло на постачання мотоцикл KTM 450 ЕХС                                                                 |
| Argo Aurora 850 SX |      | Канада      | всюдихід-амфібія        |             |                        | В Силах оборони допустили до використання всюдихід-амфібію Argo Aurora                                                         |
| Polaris Ranger 6x6 |      | США         | шестиколісний гексоцикл |             |                        | Міноборони України кодифікувало та допустило до експлуатації у Силах оборони з 2024 року Постачається державою та волортерами. |
| Kymco MXU          |      | Тайвань     | квадроцикл              |             | 50                     | |
| UTV                |      | Україна     | квадроцикл              |             |                        | Використовується з 2018 року як транспортер, комплектується ПТРК Стугна-П                                                      |
| Атом Мілітарі      |      | Україна     | електровелосипед        |             |                        | Військовим ЗСУ передали партію 9 травня 2022 року                                                                              |
| Delfast            |      | Україна     | електровелосипед        |             |                        | Компанія передала електробайки на передову в перші тижні повномасштабного вторгнення.                                          |
| E-Bike EMU         |      | Німеччина   | електровелосипед        |             | 50                     | |
| Mosphera           |      | Литва       | електроскутер           |             | 70                     | В червні 2024 року Українські бійці Сил оборони запросили у латвійської фірми Mosphera додаткові військові електричні скутери. |

## Виноски
1. ↑  класу БМП-1, БМП-2, БМП-3, БТР-3, БТР-4
2. ↑  класу БТР-60, БТР-70, БТР-80, МТ-ЛБ, БТР-Д
3. ↑  класу БРДМ-2, БРМ-1
4. ↑  калібру 120 мм